# Mirage III
A Mirage III az 1950-es évek közepére Franciaországban kifejlesztett második generációs, deltaszárnyú, szuperszonikus vadászbombázó repülőgép.
Nagy számban exportálták, Franciaországon kívül Brazíliában, Svájcban és Izraelben is gyártották. Számos háborúban részt vett, továbbfejlesztett változatai napjainkban is több légierőben szolgálatban állnak. A Francia Légierőben a Mirage F1 és a Mirage 2000 repülőgépekkel váltották le.
A Mirage V a repülőgép földi célok elleni támadásra kifejlesztett változata, melynek orrában nem volt rádiólokátor.

## Története

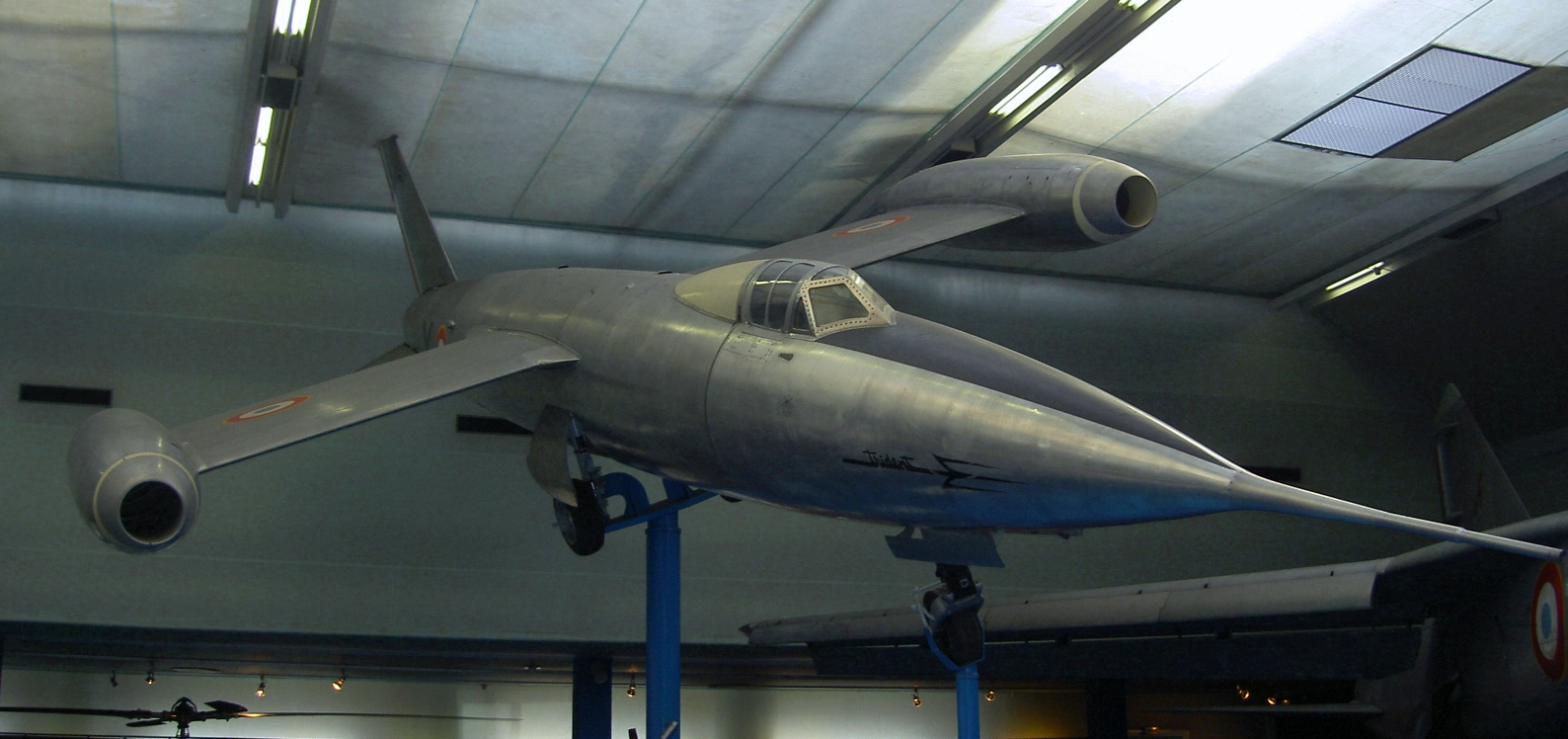
A Sud Ouest SO 9000 Trident

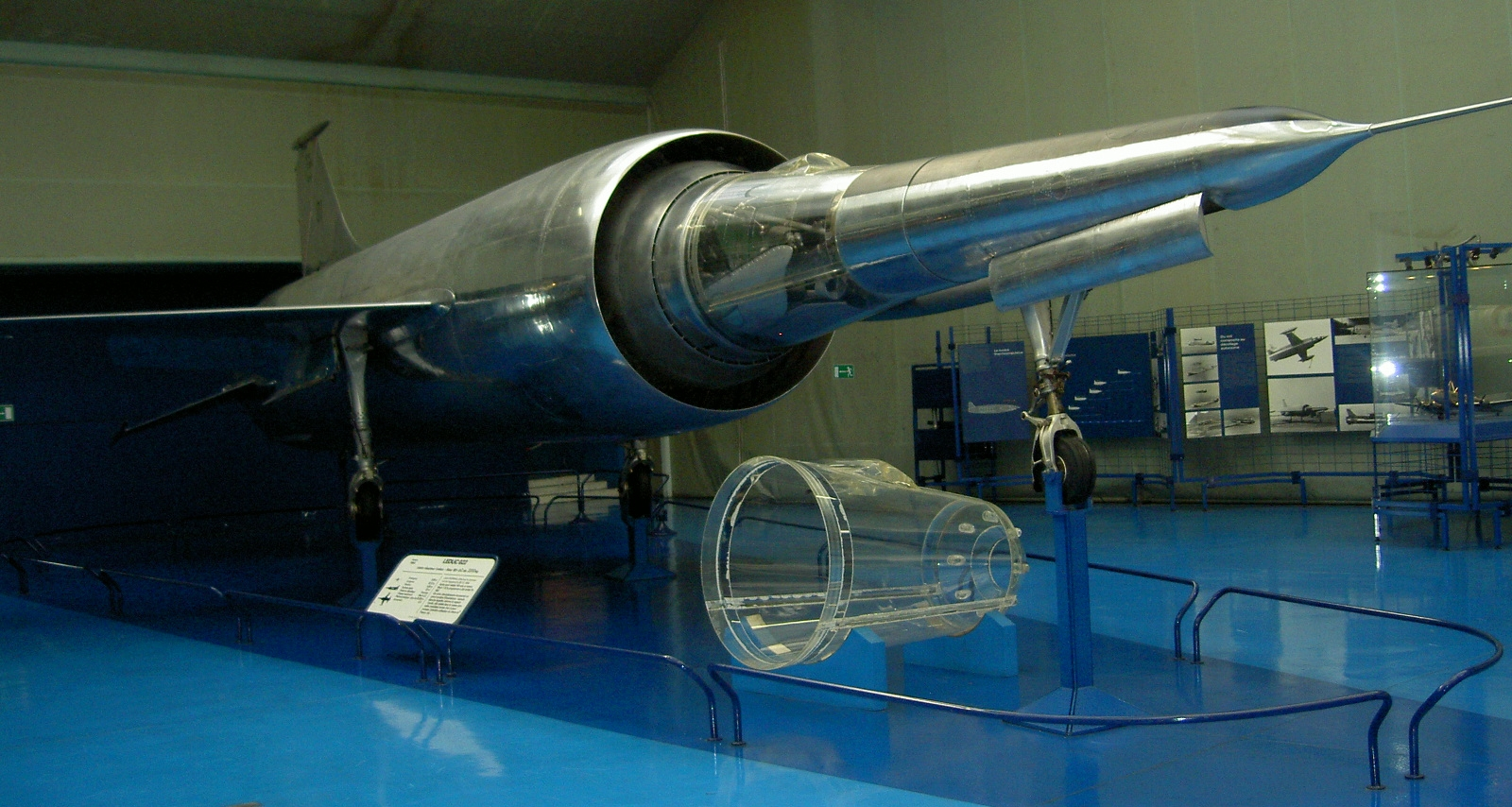
A Leduc 0.22

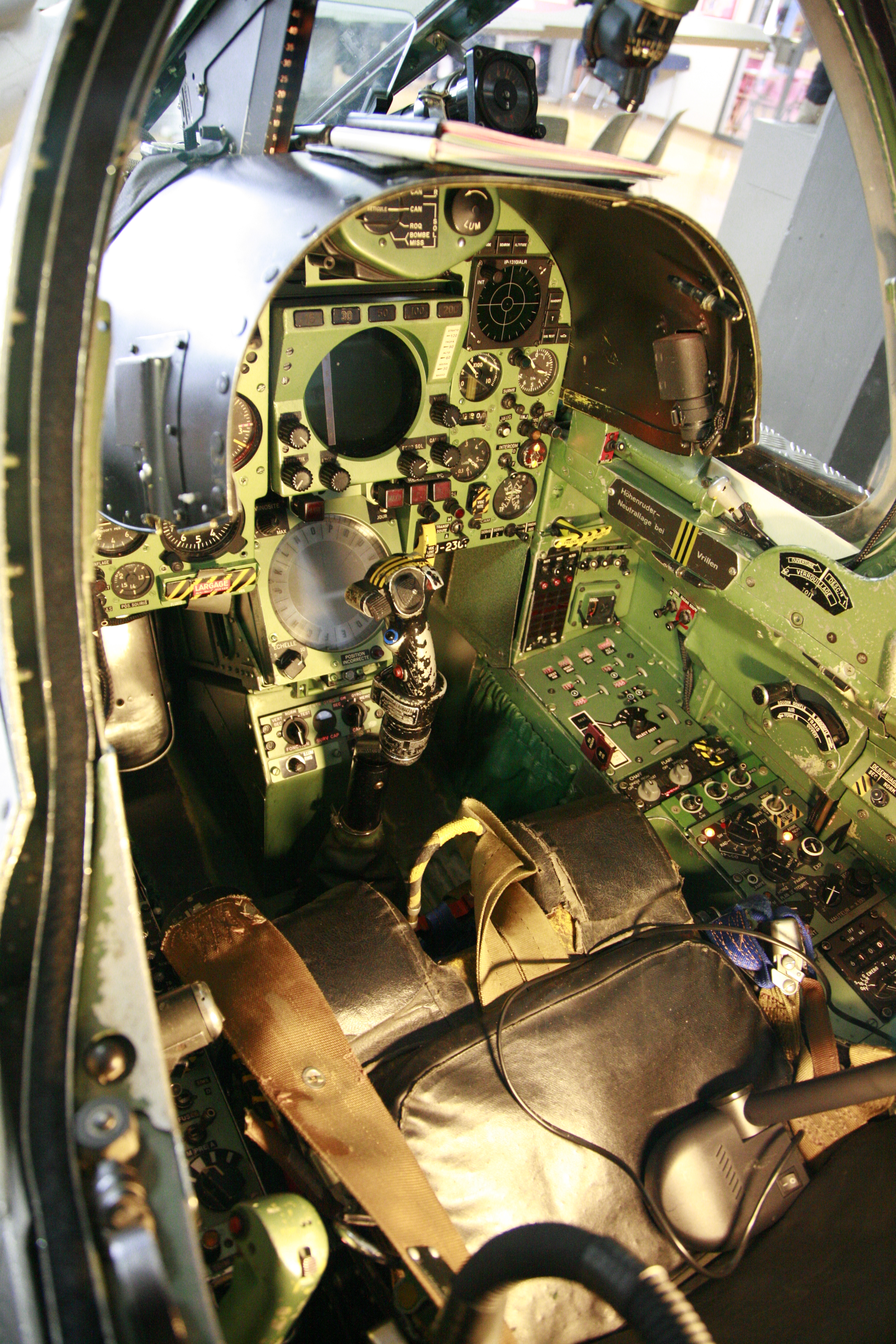
Svájci Mirage IIIS műszerfala

1952-ben a Francia Légierő pályázatot írt ki könnyű vadászrepülőgép megtervezésére, mely 18 000 méteres magasságba 6 perc alatt emelkedik, maximális sebessége pedig eléri a hangsebesség 1,3-szorosát. A Dassault repülőgépgyár az akkor gyártásban lévő Mystère repülőgépének egy alaposan módosított változatával, az MD 550 Mystère Delta tervvel jelentkezett a pályázaton. A Mystère eredeti, hátranyilazott szárnyait 60 fokos nyilazási szögű deltaszárnyakra cserélték, a meghajtást két Amstrong–Siddeley MD30R Viper utánégetős gázturbinás sugárhajtómű szolgáltatta, egyenként 9,61 kN tolóerővel, amit egy folyékony hajtóanyagú SEPR gyorsítórakéta egészített ki, 14,7 kN tolóerővel. A repülőgép első felszállására 1955. június 25-én került sor, még utánégetők és gyorsítórakéta nélkül. Az első repüléseket követően csökkentették az eredetileg hatalmas függőleges vezérsík méretét, és beépítették a gyorsítórakétát, amellyel az egyébként 1,3 Mach maximális sebességű repülőgép elérte az 1,6 Mach sebességet. Ez a repülőgép a Mirage I nevet kapta.
A repülőgép bár az eredeti célkitűzéseket teljesítette és a versenyt a Leduc 0.22, Sud Ouest SO 9000 Trident és a SNCASO SE 212 Durandal előtt megnyerte, nem nyújtott megfelelő teljesítményt, fegyverzete összesen egy légiharc-rakétából állt volna, ezért a méreteinek növelése mellett döntöttek. A Mirage II két Turbomeca Gabizo sugárhajtóművel repült volna, de ezt a tervet még az építés kezdete előtt elvetették, az ambiciózusabb Mirage III változat javára, amely mintegy 30%-kal nagyobb tömegű repülőgép volt, hajtóműve pedig a második világháborús német BMW 003-on alapuló SNECMA ATAR volt, 43,2 kN tolóerővel. A törzs keresztmetszetének tervezésénél már figyelembe vették a területszabályt, a szárnyak vonalában a törzs úgy vékonyodott el, hogy a repülőgép légáramlásra merőleges keresztmetszetének területe egyenletesen változzon, ez a légellenállást csökkentette. A SEPR gyorsítórakéta továbbra is felszerelhető maradt.
A prototípus először 1956. november 17-én repült, és a hetedik repülésen elérte az 1,57 Mach sebességet. 1957 novemberére, gyorsítórakétával és változtatható keresztmetszetű levegő-beömlőnyílásokkal az 1,8 Machot. A tesztrepülések vezető berepülőpilótája Roland Glavany volt. A prototípus sikere már megrendeléshez vezetett, a légierő tíz darabot rendelt az áttervezett Mirage IIIA repülőgépből. A törzset majdnem két méterrel meghosszabbították, a szárny felületét megnövelték, a hajtómű az 58,9 kN-ra növelt tolóerejű SNECMA ATAR 09B volt. A repülőgépet Thomson–CSF Cyrano Ibis rádiólokátorral és fékernyővel szerelték fel. 1958 májusában repült először, és elérte a 2,2 Mach sebességet, így az első európai gép lett, amely gyorsabban repült a hangsebesség kétszeresénél, pár hónappal megelőzve az angol Lightning vadász P-1 és P-2 prototípusait, melyek Armstrong-Siddeley Sapphire hajtóművei nem rendelkeztek utánégetővel, a Rolls-Royce Avon utánégetőjével pedig gondok voltak. A megrendelt tíz előszériagépet 1959 decemberére szállították le.

## Szerkezeti felépítés és tervezési sajátosságok
A Mirage III teljes egészében fémből épült, egyhajtóműves, alsó deltaszárnyú repülőgép. A hajtómű félkör alakú, változtatható keresztmetszetű levegő-beömlő nyílása a törzs két oldalán, a pilótakabin mögött van. A bejutó levegő mennyiségét egy-egy, a levegőbeömlő-nyílásban lévő, kúp alakú test (ezeket „souris”-nak, „egér”-nek hívták) előre-hátra mozgatásával lehetett szabályozni. A törzs hátsó része alatt egy gyorsítórakéta számára alakítottak ki rögzítési lehetőséget és helyet, ehelyett később további tüzelőanyag-tartályt, a rakéta fúvócsöve helyére pedig eredetileg pótvezérsíkot, később fékhorgot szereltek fel. A szárnyak alján és tetején egy-egy, előrefelé nyíló féklap, a kilépőéleken elevonok vannak. Eredetileg összesen három fegyverfelfüggesztő csomópontot alakítottak ki, egyet a törzs alatt, valamint a félszárnyak alatt egyet-egyet, de hamarosan a szárnyak alá újabb egy-egy csomópontot szereltek. A nagyméretű, hátranyilazott függőleges vezérsíkon helyezték el az oldalkormányt. A repülőgép futóműve hárompontos, az orrfutót a törzsbe, hátrafelé, a főfutókat a szárnyba, befelé húzzák be. A pilóta a hátrafelé nyíló kabintető alatt, Martin–Baker Mk. 6 típusú katapultülésben ül.

## Típusváltozatok

### Mirage IIIB

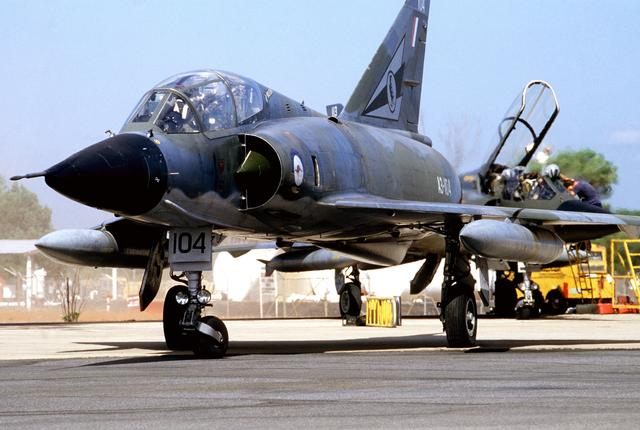
Az Ausztrál Királyi Légierő Mirage IIID repülőgépei

A kétüléses gyakorlóváltozat prototípusa 1959 októberében repült először. A gépet René Bigand repülte be, aki később, a Mirage F-1 tesztrepülése során életét vesztette. A törzs orr-részét mintegy egy méterrel meghosszabbították, itt helyezték el a második pilóta kabinját. A rádiólokátornak már nem maradt hely. A törzs hátsó része alatti gyorsítórakétát ebbe a változatba nem építették be. A Francia Légierő összesen 63 Mirage IIIB repülőgépet rendelt.
- Mirage IIIB–1

A változat öt példányban legyártott előszériája.
- Mirage IIIB–2(RV)

A Mirage IV közepes bombázók pilótáinak kiképzésére használt változat, a légi utántöltést gyakorolták vele, a gép orrába a bombázókéhoz hasonlóan a légi utántöltő fogadócsonkját építették be. Összesen tíz ilyen gép épült.
- Mirage IIIBE

A Mirage IIIE pilótáinak kiképzésére használt változat. Egyes berendezései és hajtóműve megegyeznek a Mirage IIIE repülőgépen alkalmazottakkal. A Francia Légierő összesen 20 darabot vásárolt.
- Mirage IIIB–SV (Stabilitiè Variable)

A Mirage 2000 számítógépes vezérlőrendszerének teszteléséhez a hetvenes évek közepére kialakított repülőgép.

### Mirage IIIC
Elfogóvadász, az első, nagy sorozatban gyártott változat, prototípusa 1960 októberében repült először. A legkorábban legyártott példányokon a szárnyak alatt csak egy-egy, később két-két fegyverfelfüggesztési csomópontja volt. Ebből a változatból a Francia Légierő 95 darabot rendelt, az első gépet 1961 júliusában gyártották le, és 1988-ig állt rendszerben.

### Mirage IIID
A Mirage IIIB-hez hasonlóan kétüléses gyakorlóváltozat. A repülőgépek elnevezésrendszere meglehetősen kaotikus volt, néha egymással megegyező kialakítású repülőgépeket értékesítettek eltérő névvel.

### Mirage IIIE

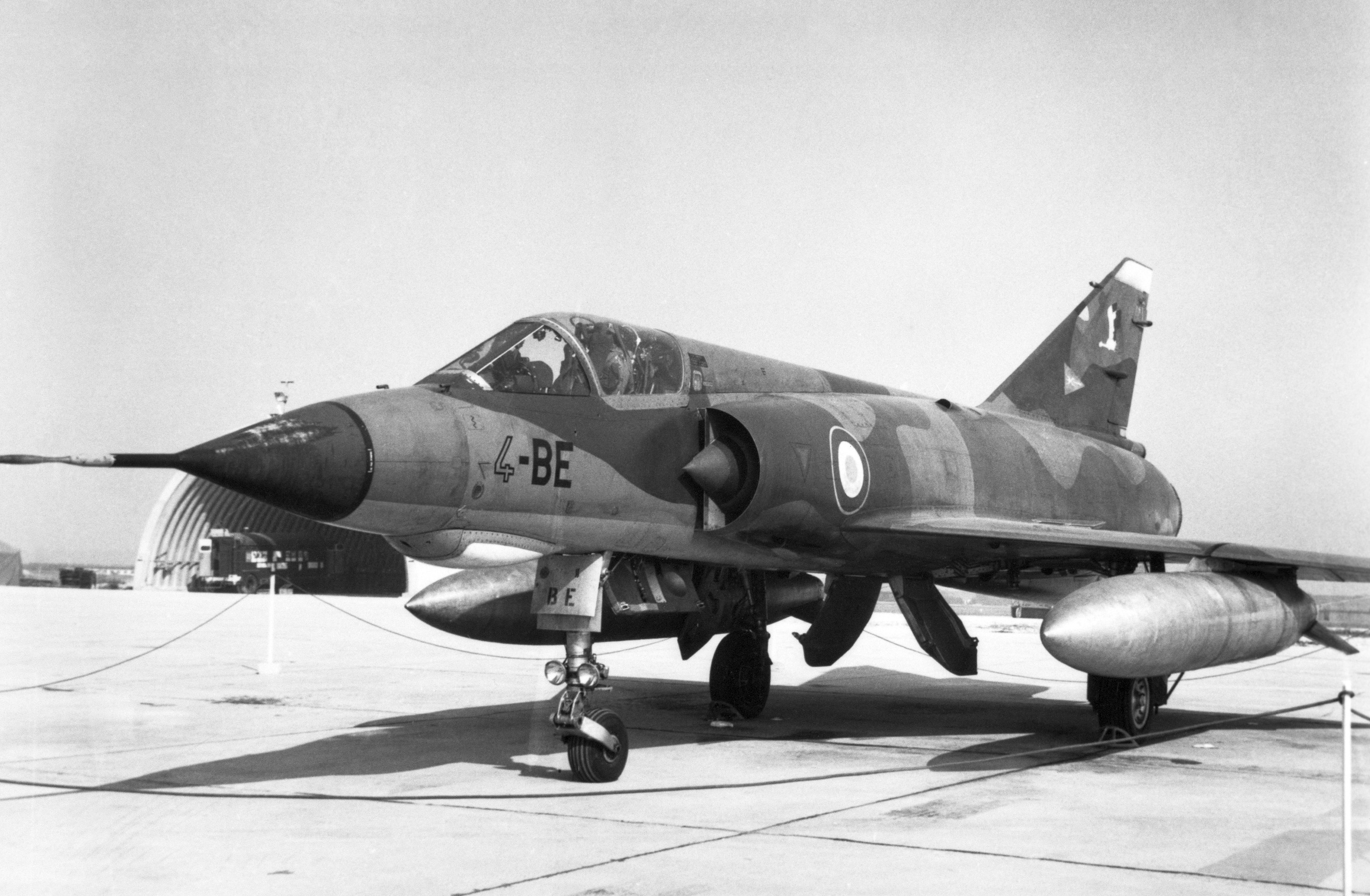
Francia Mirage IIIE

Az eredeti elfogóvadász alapján létrehozott vadászbombázó-változat három prototípusa közül az első 1961. április 1-jén repült először. A Mirage IIIC törzsébe, a pilótakabin mögött, 300 mm hosszú részt toldottak, ez lehetőséget teremtett a kibővített elektronika mellett a megnövelt mennyiségű tüzelőanyag elhelyezésére. A rádiólokátort Cyrano II típusúra cserélték, ennek voltak levegő-föld üzemmódjai is. Besugárzásjelzőt is beépítettek. A hajtómű ATAR 09C lett.
Egyes példányokon a törzs aljába, a pilótakabin alá egy Marconi gyártmányú navigációs doppler-radart építettek be. A függőleges vezérsík tövét néhány repülőgépen előrefelé meghosszabbították, ide egy rövidhullámú rádióantannát szereltek, hasonlóan a korábbi Mirage IIIA és Mirage IIIC változatokhoz.
A Francia Légierő az első Mirage IIIE repülőgépét 1964 januárjában kapta, összesen 192 darabot vásárolt. Ebből a változatból az exportra kerülő példányokkal együtt összesen 523 darabot gyártottak, megvásárolta Argentína, Brazília, Dél-Afrika, Libanon, Pakisztán, Spanyolország és Venezuela légiereje is. Egy repülőgépet kísérletképpen átépítettek a Mirage F1 ATAR 09K–6 hajtóművére, Mirage IIIC–2 elnevezéssel.

#### Mirage IIIO

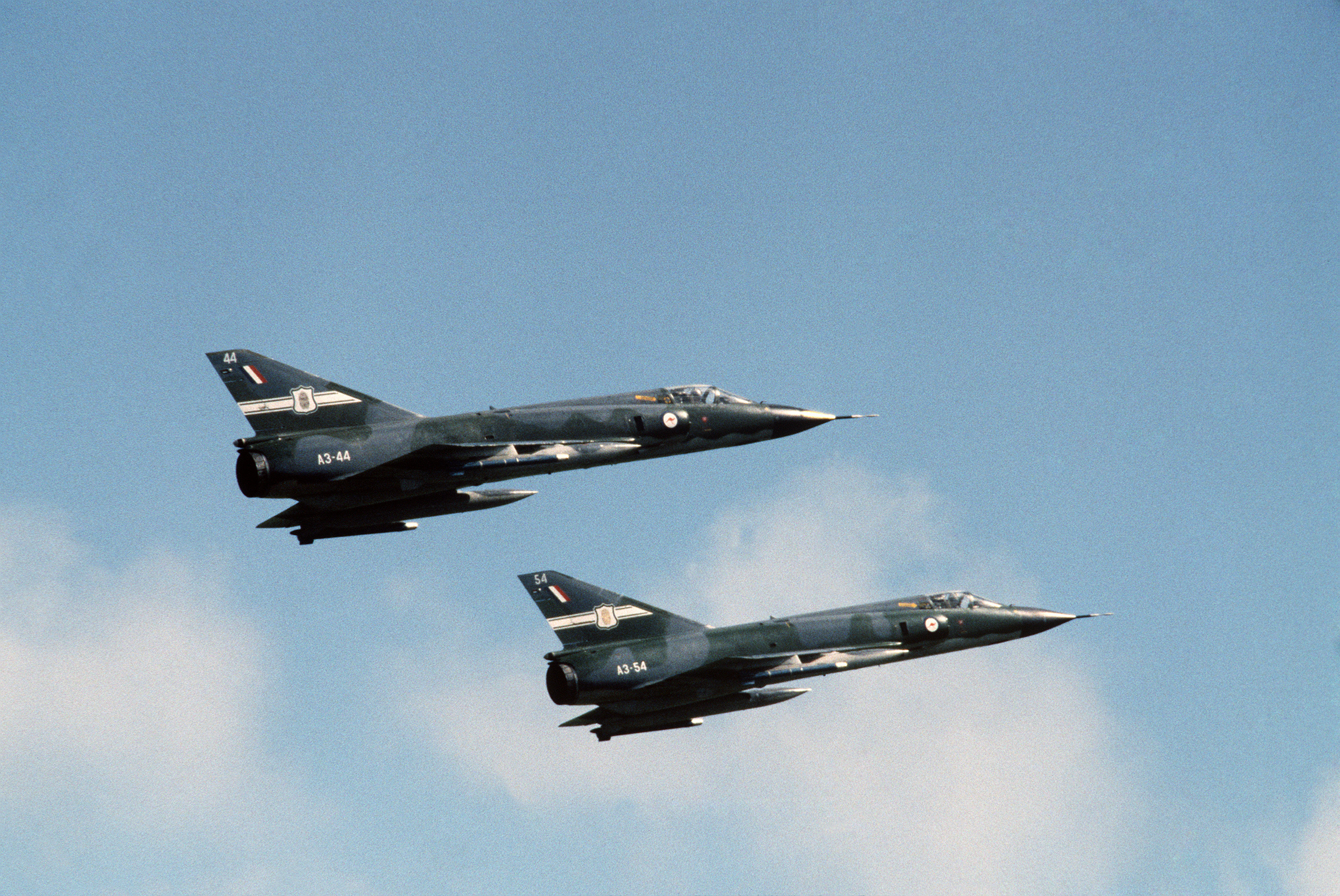
Az Ausztrál Királyi Légierő Mirage IIIO géppárja a TRIAD’84 hadgyakorlaton

Az Ausztrál Királyi Légierő számára gyártott változat, amelyet eredetileg a Rolls–Royce Avon 67 71,1 kN tolóerejű hajtóművel terveztek legyártani. 1960 novemberében választották az F–104 Starfighter helyett, elsősorban azért, mert jobban tolerálta a szélsőséges ausztrál időjárást, valamint földi célok ellen alkalmasabb volt. A gépbe beépítettek egy Sperry giroszkópos iránytűt, a SEPR rakéták helyett pedig tüzelőanyag-tartályt szereltek fel. A gépet helyben, két változatban gyártották, a Mirage IIIO(F) elfogóvadász, a Mirage IIIO(A) pedig a földi célok ellen optimalizált változat volt, ez utóbbi szárnyába a belépőélnél újabb tüzelőanyag-tartályt építettek be. A Marconi navigációs radart az elfogóvadász változatról lehagyták. 49 Mirage IIIO(F) és 51 Mirage IIIO(A) repülőgépet gyártottak, legtöbbjüket Ausztráliában. Néhány Mirage IIIO(A) a cserélhető orr-rész segítségével átalakítható volt felderítésre.
1967 és 1979 között az összes Mirage IIIO(F) repülőgépet átalakították a Mirage IIIO(A) változatnak megfelelően, és Mirage IIIO(FA) névre keresztelték őket.

#### Mirage IIIS

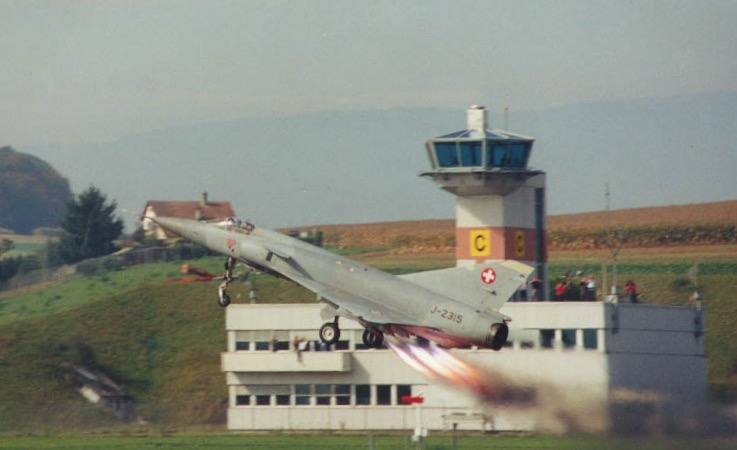
Svájci Mirage IIIS felszállása szilárd hajtóanyagú startrakéták segítségével. A levegőbeömlőnyílások felső részén látható (árnyékot vet) a kacsaszárny

Svájcban 36 repülőgépet gyártottak Mirage IIIS néven, megerősített szárnnyal, futóművel és sárkánnyal. A repülőgépekbe nem a Cyrano II lokátort építették, hanem az amerikai, Hughes gyártmányú TARAN–18 berendezést, amely kompatibilis volt a Hughes AIM–4 Falcon légiharc-rakétájával. A kilencvenes években a Improved Swiss Mirage Aircraft (ISMA) program keretében a repülőgépek kacsaelőtétszárnyat és korszerűsített avionikát kaptak.

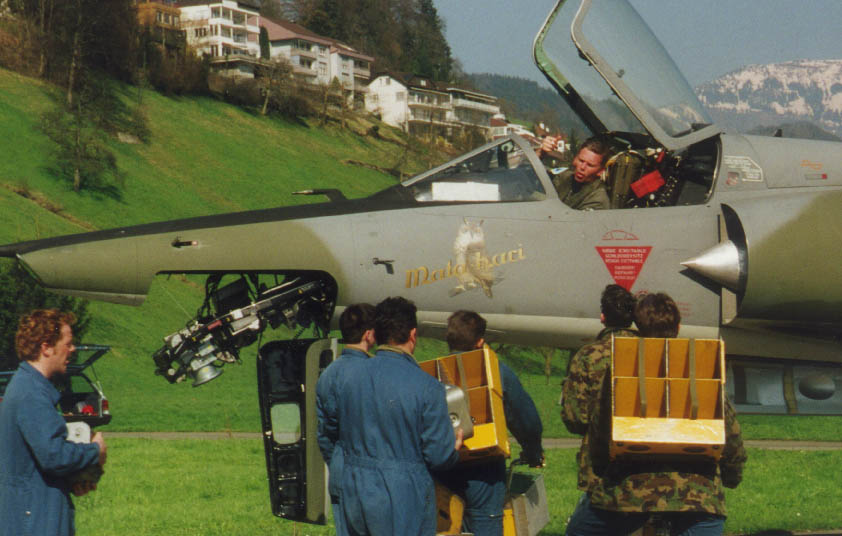
Filmkazetták kivétele egy svájci Mirage IIIRS orr-részébe beépített kamerákból

### Mirage IIIR
A Mirage III bázisán több felderítő változatot is létrehoztak. A repülőgépek a Mirage IIIE sárkányát és a Mirage IIIC avionikáját örökölték, csak az orrukba a rádiólokátor helyett az OMERA kamerát építették. A repülőgépek megtartották a gépágyút, valamint a fegyverfelfüggesztő csomópontjaikat is. A Francia Légierő a két prototípuson kívül összesen 50 repülőgépet vásárolt, az első példányokat még a Mirage IIIE rendszeresítése előtt megkapták.

#### Mirage IIIRS
A Svájci Légierő számára legyártott 17 repülőgép típusjelzése, ezek később korszerűsítési programon estek át, és 2003-ig repültek velük.

#### Mirage IIIRD

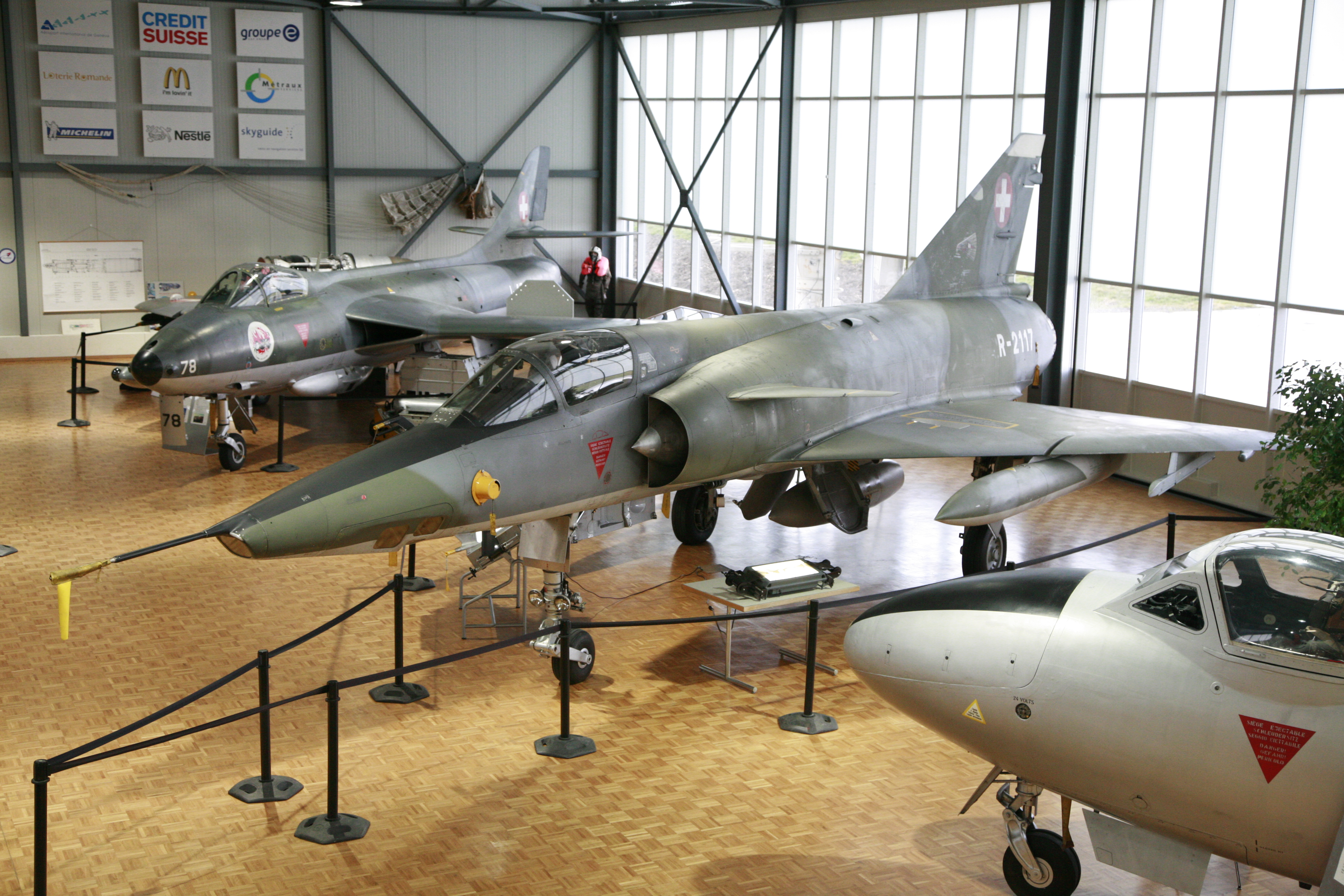
Svájci Mirage IIIRS felderítő repülőgép, a Payerne-i légibázis múzeumában

A Francia Légierő számára épült 20 repülőgép, a törzs orr-részében egy újabb panoráma-kamerát helyeztek el, és megkapták a Mirage IIIE lefelé néző terepkövető lokátorát is. Széles körben exportálták, Abu-Dzabi, Belgium, Dél-Korea, Egyiptom, Kolumbia, Líbia és Pakisztán fegyveres erőinél is szolgálatban állt. A belga gépek nagy részét helyben gyártották, és az exportált gépek nagy részét az angol Vinten kamerával szerelték fel. Izraelben állítólag helyben alkalmassá tettek néhány Mirage IIICJ-t felderítő feladatra az orr-rész átépítésével, majd vásároltak is két Mirage IIIRJ-t, de ezt az információt hivatalosan nem erősítették meg.

### Mirage 5

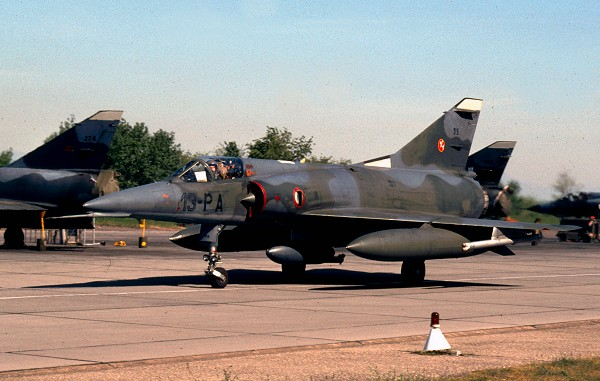
Francia Mirage 5F

A Mirage 5 a Mirage IIIE eredetileg izraeli megrendelésre gyártott, egyszerűsített változata. A pilótakabin mögött található elektronikai berendezéseket kiszerelték, mert a Közel-Keleten az állandóan napsütéses időjárás miatt nem volt szükség bonyolult navigációs és rádiótechnikai berendezések beépítésére, helyükre tüzelőanyag-tartályokat építettek. A gép orrát, melybe nem építettek rádiólokátort, mintegy fél méterrel meghosszabbították, a Pitot-csövet az orr hegyéről az orr-rész aljára tették át. A SEPR gyorsítórakétát erről a változatról is lehagyták. A törzs hátsó részére, a szárnycsatlakozások vonalába egy-egy új fegyverfelfüggesztő csomópontot szereltek, ezekből így összesen hét darab került a gépre. Az új változat először 1967. május 19-én repült. A gépekből Izrael 1966-ban 50 darabot rendelt, de ezeket sohasem vehette át, mert a hatnapos háború alatt Charles de Gaulle fegyverembargót hirdetett Izraellel szemben, és bár az összes repülőgépet legyártották, ezeket a Francia Légierő állította rendszerbe Mirage 5F típusjelzéssel.
A repülőgép népszerűvé vált a vásárlók körében, mert az egyszerűbb elektronika miatt olcsóbb volt, mint az eredeti Mirage III, és több fegyvert messzebbre tudott vinni. Később, mivel az elektronikus berendezések egyre kisebb teret foglaltak el, a repülőgépeket folyamatosan korszerűsítették, és lényegében elérték, majd meghaladták a Mirage III eredeti felszereltségét. Összesen 531 Mirage 5-öst gyártottak.

### Mirage 50
A hetvenes években gyártott változat, a Mirage F1 erősebb, 70,6 kN tolóerejű ATAR 9K50 hajtóművével és korszerűbb, Cyrano IV lokátorral. A repülőgép gyártásának idején már lehetőség volt a korszerűbb Mirage F1 megvásárlására is, ezért a Mirage 50 csak kevés vásárló érdeklődését keltette fel. Dél-Afrika és Chile rendelt újonnan gyártott gépeket, emellett Chile a Francia Légierő használt Mirage 5-öseiből is vásárolt, melyeket még leszállításuk előtt Mirage 50-esre építettek át. Venezuela Mirage IIIE és Mirage 5 repülőgépeit korszerűsítette a Mirage 50M típusváltozatra.

### Kísérleti és kis számban gyártott változatok

#### Milan
Svájccal együtt fejlesztett változat, melynek fő ismertetőjegye a törzs orr-részéből kiengedhető kis vezérsíkok, a bajszok, amelyekkel a repülőgép rossz manőverezőképességén és kedvezőtlen felszállási tulajdonságain kívántak javítani. A repülőgép hajtóműve az erősebb ATAR 9K50 lett, ezt a félbehagyott Mirage IIIC2 programból vették át. Az avionika is korszerűbb lett, az orrba lézeres távmérőt és célmegjelölőt építettek. A programot 1968-ban kezdték, és három prototípus épült meglévő repülőgépek átalakításával, fixen elhelyezett első vezérsíkokkal. Az első felszállást 1970 májusában teljesítették. Egy repülőgép a svájci igények szerint épült, Milan S néven. A programot később beszüntették, mert a pótvezérsík nem volt jó megoldás, ugyanis akadályozta a pilóta kilátását, valamint turbulenciát keltett, amelyet a hajtómű beszívott, és ez akadályozta a működését. Később számos Mirage III törzsének felső részére – közvetlenül a levegőbeömlőnyílás mögé – szereltek merev kacsaszárnyakat. Ezek hasonló funkciót szolgáltak, mint a bajszok, de sokkal egyszerűbben működtek.

#### Mirage 3NG
A Mirage IIING (Nouvelle Generation – Új generáció) a repülőgép legutolsó gyári változata volt, ATAR 9K50 hajtóművel, a szárny csatlakozásánál előre megnyújtott szárnybekötéssel (LERX – Leading Edge Root Extension), kacsaszárnyakkal. Az avionika egy része a Mirage 2000-ről származott, számítógépes irányítórendszer (fly by wire), új rádiólokátor, lézertávmérő és új navigációs rendszer is volt a repülőgépen. Gyártásra nem került, de a Mirage 3NG jó demonstrátora volt a régebbi repülőgép korszerűsíthetőségének, több légierő korszerűsítette Mirage III-asait a Mirage 3NG-n használt berendezésekkel. Brazília 1988-ban négy Mirage IIIE-t vásárolt a Francia Légierőtől, majd 1989-től hasonló módon korszerűsítette Mirage IIIE-it a Mirage 3NG-hez hasonló avionikával.

#### Mirage IIIV

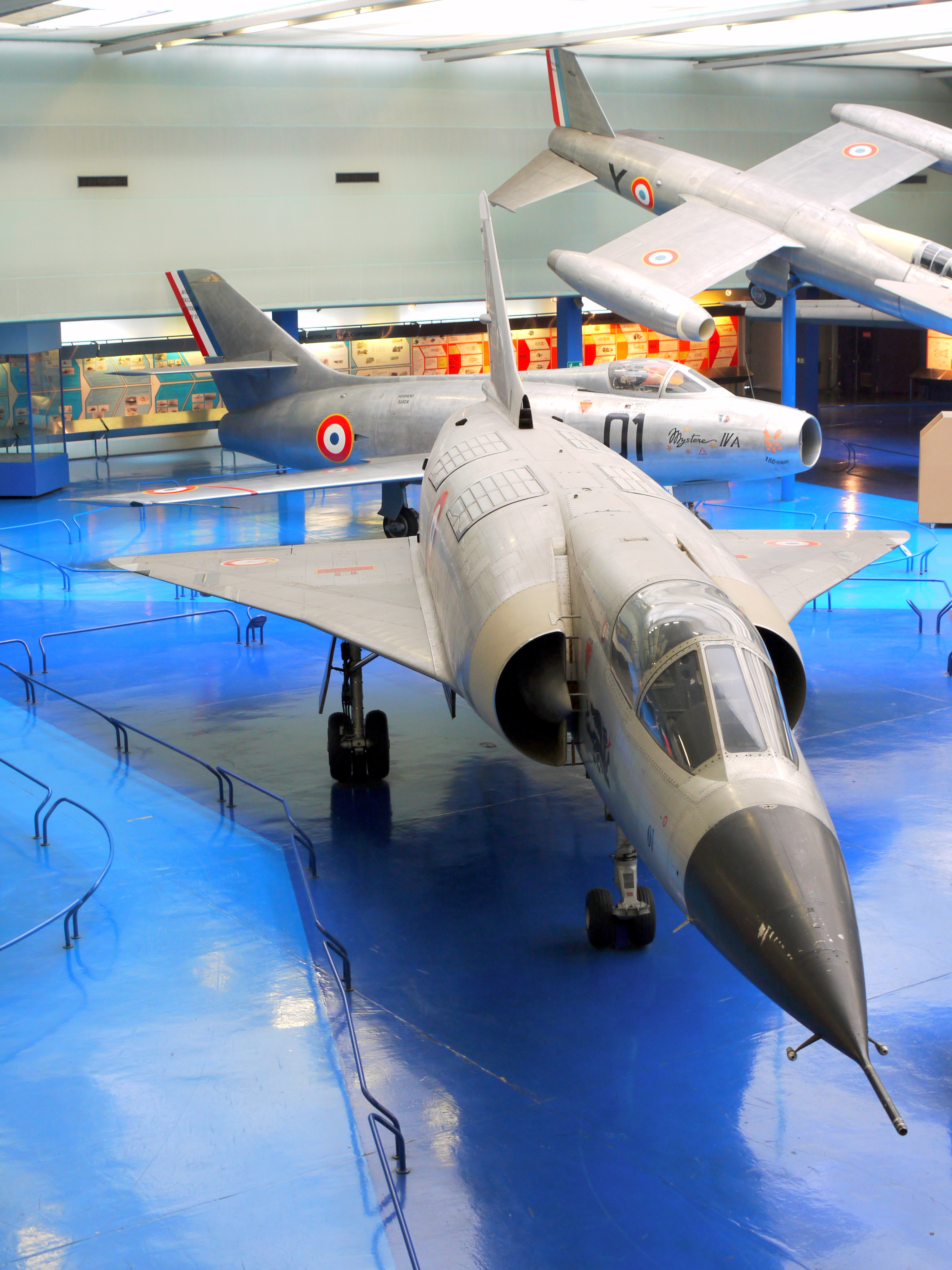
A Mirage IIIV prototípusa Le Bourget-n kiállítva. A törzs tetején látható a függőleges emelőhajtóművek egyik oldali négy zárt légbeömlőnyílása.

A Mirage III helyből feszálló változata, csak a kísérleti stádiumig jutott el. Először egy Mirage III-ast építettek át, ennek elnevezése Balzac V volt, és 1962–63 folyamán repült.
A Balzac V tapasztalatait felhasználva építették a Mirage IIIV-t, ezzel az első függőleges felszállást és lebegést 1965 februárjában végezték el. A fő hajtóművet Pratt & Whitney JTF10 típusra cserélték a törzsébe függőlegesen nyolc kisméretű Rolls–Royce RB162–1 hajtóművet (egyenként 15,7 kN tolóerővel) építettek.

### Külföldön gyártott, továbbfejlesztett változatok

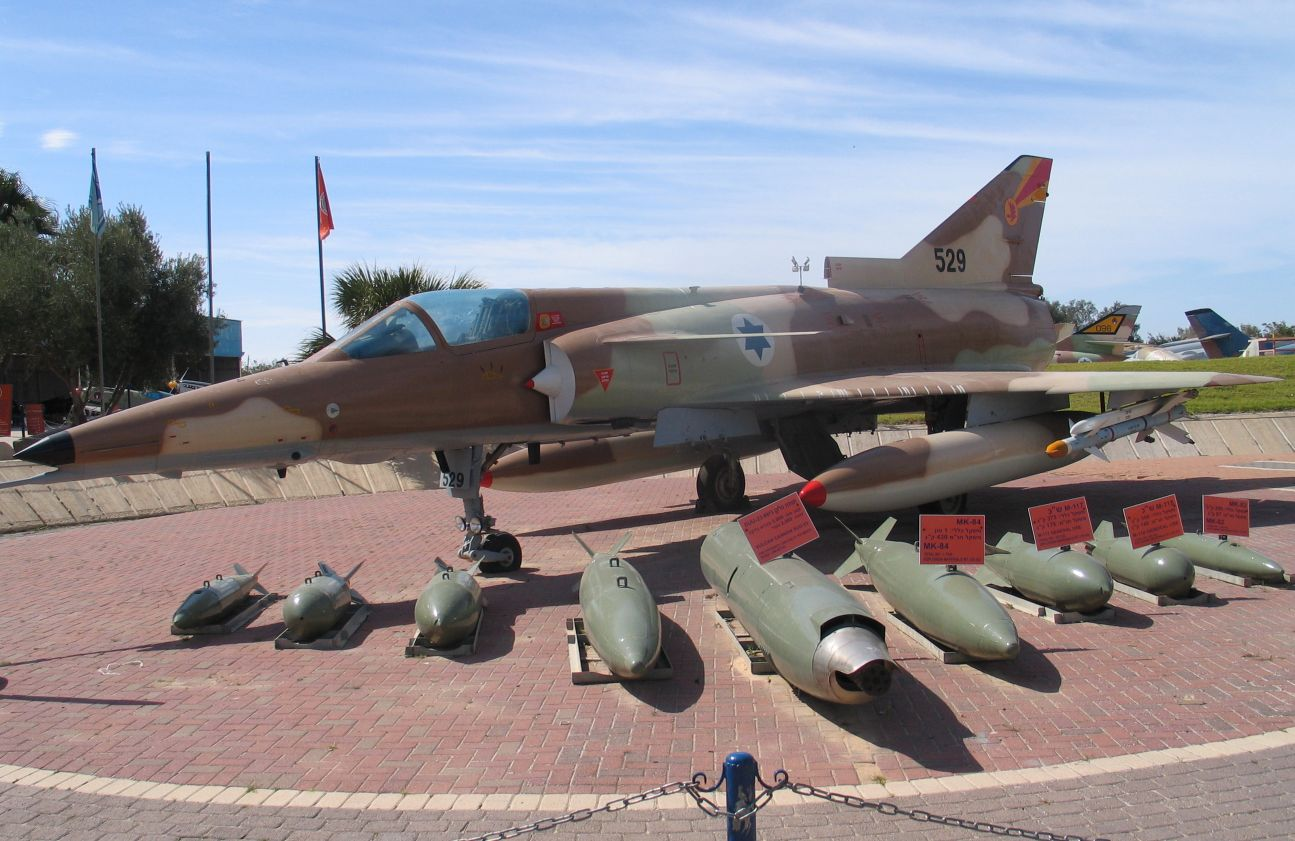
IAI Kfir Hatzerim Légibázison az Izraeli Légierő Múzeumában kiállítva.

#### Nesher
A Nesher (Sas) repülőgép a Mirage 5 izraeli másolata volt. Az Izraeli Légierő a hatnapos háború alatt meghozott embargóról szóló döntés miatt a megrendelt 50 Mirage 5 repülőgéphez nem jutott hozzá, emiatt az izraeli titkosszolgálat, a Moszad a repülőgépek tervrajzait ellopta Svájcból, ahol azokat licencben gyártották. Az avionika izraeli fejlesztésű volt, korszerű, Martin–Baker gyártmányú, zéró-zéró katapultüléseket kapott a gép. Lehetőséget teremtettek a korszerűbb, izraeli gyártású Shafrir légiharc-rakéták hordozására. Izraelben az Israeli Aircraft Industries gyártotta a gépeket, a prototípus 1969 szeptemberében szállt föl, a szállítások 1972-ben kezdődtek, összesen 51 együléses és 10 kétüléses példányt építettek. A jom kippuri háborúban a típus összesen száznál is több légigyőzelmet szerzett. 1978–82 között a gépeket – 35 együlésest, Dagger A néven és 4 kétülésest, Dagger B néven – felújítás után eladták Argentínának, ezek ma is rendszerben állnak.

#### Barak

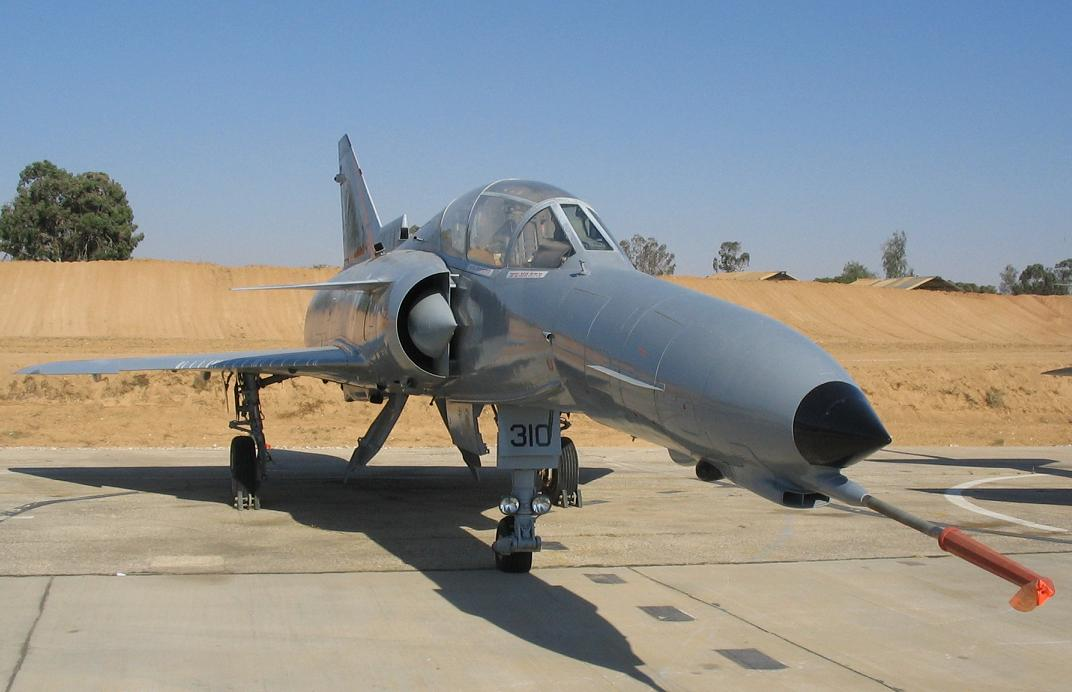
IAI Kfir TC.2

A Nesher fejlesztésével párhuzamosan megkezdték egy másik repülőgép kialakítását is Barak (Villám) néven. Ebbe a francia ATAR típusú hajtómű helyett, mellyel elégedetlenek voltak, az amerikai General Electric J79-et építették be, 49/83,4 kN tolóerővel. Az új hajtóművet először egy eredeti francia gyártású Mirage III-ba szerelték 1970-ben (ezt Raamnak, Mennydörgésnek hívták), majd 1973 júniusában egy újabb prototípus épült. A jom kippuri háborúban néhány Barak is részt vett.

#### Kfir

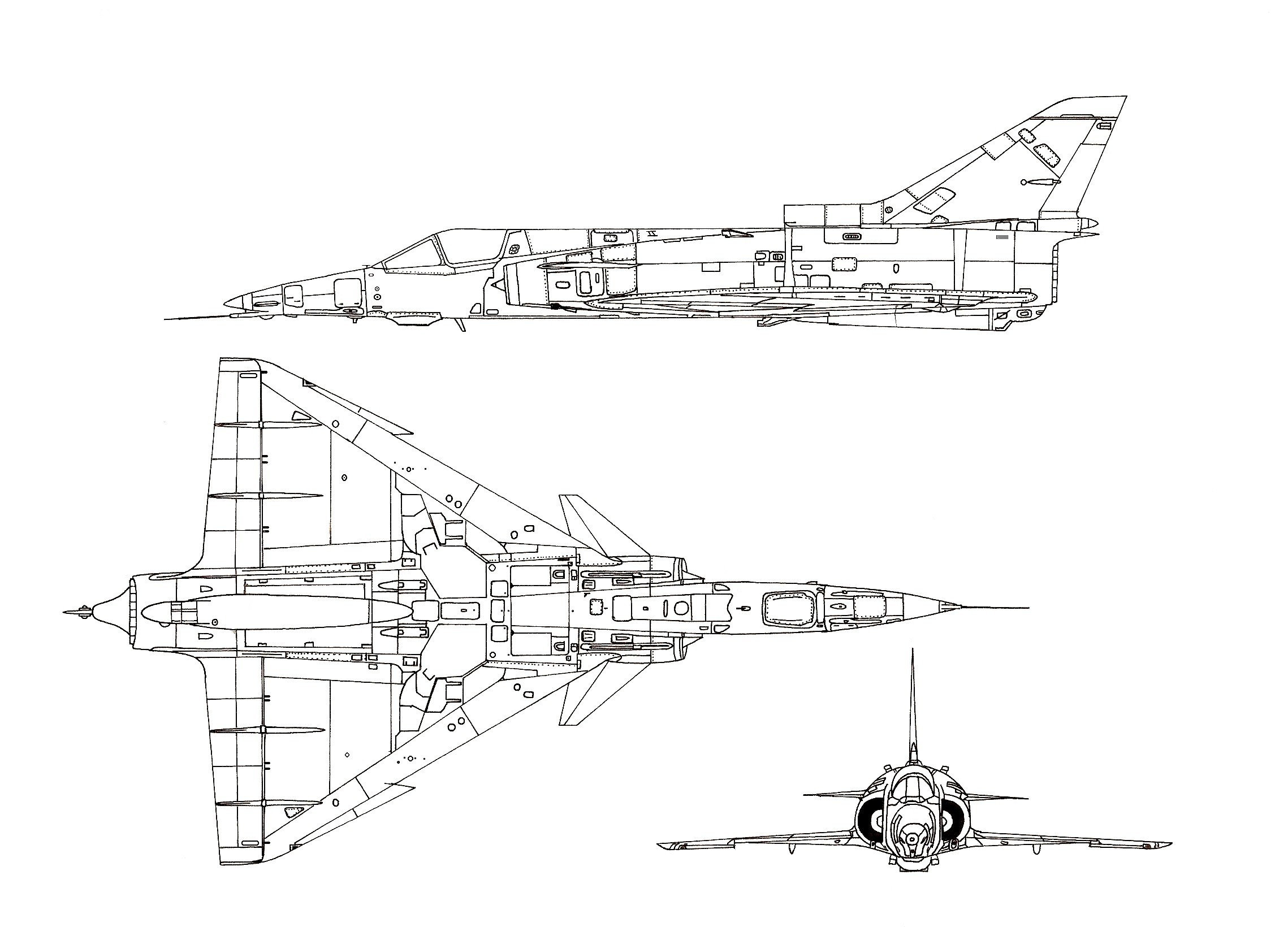
A Kfir C.2 háromnézeti rajza. Az alulnézeten láthatóak a szárnyak előtt közvetlenül elhelyezett fix kacsaszárnyak, valamint a szárnyak belépőélének felénél lévő kutyafogak.

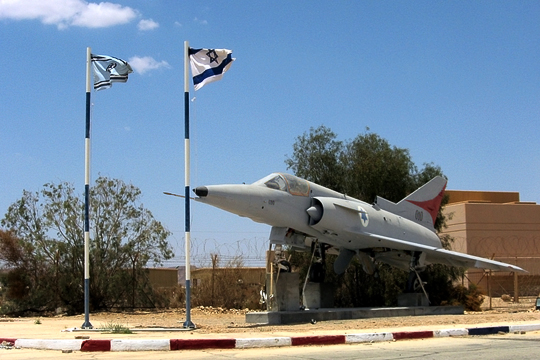
Kfir C.2 az Uvda Légibázis bejáratánál kiállítva

A hajtómű nagyobb teljesítményének jobb kihasználása a repülőgép alaposabb áttervezését vonta maga után, ez lett a Kfir (Oroszlánkölyök). A nagyobb átmérőjű és rövidebb hajtómű miatt a törzs hátsó részét áttervezték, a függőleges vezérsík tövében egy kisebb légbeömlőnyílást alakítottak ki a hajtóművet hűtő levegő számára. Az első, Kfir C.1 változatból csak 27 darab épült, ezt követte a C.2, amelyen több aerodinamikai finomítást végeztek. Az orr két oldalára egy-egy keskeny légterelő lemezt, a légbeömlőnyílások elejére leszerelhető kacsaszárnyakat építettek. A szárny belépőélét a szárny szélességénél kiugratták, az így létrejövő „kutyafognak” nevezett megoldás segít a levegőt a szárnyra terelni. A repülőgépnek jobb lett a manőverezőképessége, és rövidebb kifutópályáról is fel tudott szállni. Kettő kivételével az összes Kfir C.1-et a C.2 standardnak megfelelő szintre korszerűsítették. Összesen 185 Kfir C.2-t építettek, ebből több a Kfir TC.2 kétüléses gyakorlóváltozata volt. Ennek orra sokkal hosszabb volt, mint a francia Mirage IIIB-jé, mert a második ülés miatt eltávolított elektronikát a pilótakabin elé építették be, így a repülőgép képességei nem csökkentek. Hogy ne zavarja a kilátást, a gép orra lefelé hajlik. A Kfir utolsó, sorozatban gyártott változata a C.7 volt, ezen a fegyverfelfüggesztő csomópontok számát kilencre növelték, elektronikáját folyamatosan korszerűsítették. A repülőgépeket mára kivonták a szolgálatból, egy részüket eladták. 10 C.2/TC.2-t Ecuador, 13 C.7/TC.7-et Kolumbia, egy századnyi C.7 és TC.2 gépet Srí Lanka vásárolt meg, 25 felújított C.1-est az Amerikai Haditengerészet és a Tengerészgyalogság bérelt, F–21 Lion néven. Kfir C.10 néven kidolgozták a repülőgépek korszerűsítési programját, de ebből idáig senki nem vásárolt.

#### Cheetah

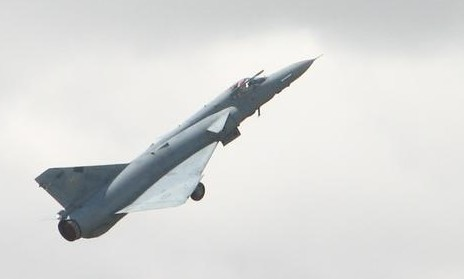
Cheetah felszállás közben

A Dél-Afrika által vásárolt Mirage III repülőgépeket a nyolcvanas években felújították, mert nem tudtak külföldről korszerű vadászbombázókat beszerezni az ország ellen az apartheid politika miatt bevezetett fegyverszállítási embargó miatt. A repülőgépeket az Atlas Aircraft Corporation újította föl, izraeli segítséggel. Sárkányszerkezetüket megerősítették, így azok újszerűekké váltak, azaz a felújítás után tervezett élettartamuk megegyezett egy gyári új gép tervezett élettartamával. A hajtóművet az ATAR legkorszerűbb, a Mirage F1-esekhez használt változatára, az ATAR 9K–50-re cserélték, ezt a dél-afrikai ipar licencben gyártotta a saját Mirage F1-eseihez. Az új hajtómű több levegőt igényelt, ezért nagyobb méretű légbeömlőnyílásokat kapott a repülőgép, ezek alján két új fegyverfelfüggesztő csomópontot alakítottak ki, így összesen hét csomópontja lett a gépnek. A jobb oldali légbeömlőnyílás fölé légi utántöltő berendezést szereltek. A pilótafülkébe Martin Baker Mk. 10 katapultülést építettek. Az avionikát korszerűsítették, izraeli, illetve néhány saját gyártású berendezést építettek be. A lokátor izraeli ELTA EL–2001 lett, Elbit HUD (Head Up Display), dél-afrikai sisakcélzó, új navigációs rendszer, rádióelektronikai zavaróadó és besugárzásjelző, valamint infracsapdaszórók kerültek a gépekbe. A fegyverzet kiegészült a Shafrir izraeli és a Kukri és Darter dél-afrikai légiharc-rakétákkal, valamint korszerű, földi célok elleni fegyverekkel. Az első repülőgép 1986-ban készült el, a svéd JAS 39 Gripen váltotta őket.
- Cheetah E

A Cheetah első, köztes változata a Mirage IIIE átalakításával jött létre, megtartották benne az eredeti, ATAR 9C hajtóművet. 16 gépet alakítottak át 1998-tól, és 1992-ben vonták ki őket a hadrendből, miután elérhetővé váltak a korszerűbb gépek.
- Cheetah C

A Cheetah fejlettebb változata a Mirage IIIC-ből átalakítva, 1993-tól állt rendszerben, 38 példány épült. A gép egyrészes szélvédőt kapott a korábbi, háromrészes helyett (ennek középső része páncélüvegből készült, de ez akadályozta a kilátást, ma már nem alkalmazzák sehol), a törzsét megnyújtották. A régebbi, Martin Baker Mk. 6 katapultülés volt a gépekben. Néhány példányba a korszerűbb EL–2021 lokátort építették.
- Cheetah D

A Mirage IIID-ből átépített kétüléses gép, régebbi, ATAR 9C hajtóművekkel. 1986-tól építettek át 16 példányt. A dél-afrikai atombombákat ez a gép hordozta (amennyiben ezek valóban léteztek).
- Cheetah R

A felderítőváltozatnak csak prototípusa létezett. Nem volt légi utántöltő berendezése, és gépágyú sem volt beépítve.

#### Pantera
A Chilei Légierő Mirage 50-eseit a helyi ENAER (Empresa Nacional de Aeronáutica) korszerűsítette a Kfir C.2-eshez hasonló kialakításúra, 1988-tól. A gépekre kacsaszárny került, megnyújtott orrukba korszerűbb elektronikát építettek.

## Fegyverzet

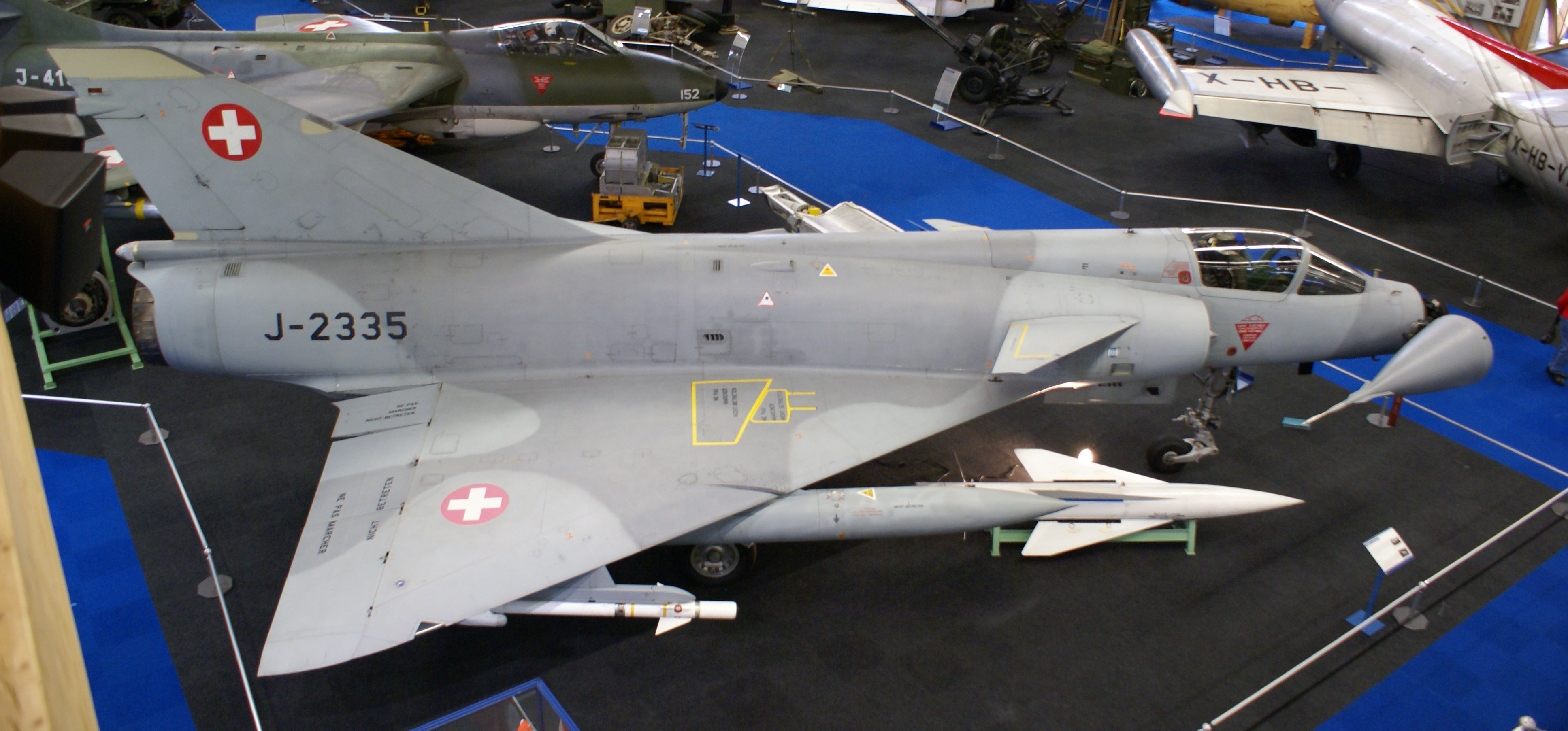
Svájci Mirage IIIS függesztményekkel. A szárny alá belül tüzelőanyag-póttartály, kívül AIM–9 Sidewinder légiharc-rakéta van függesztve, a gép mellett látható még egy AS.30 irányított levegő-föld rakéta.

A repülőgép törzse alá, gondolákba, két 30 milliméteres DEFA 553 gépágyút építettek, 125 lőszeres javadalmazással. A gépágyúk csövei a légbeömlőnyílások alatt vannak. A gépágyúkat le kellett szerelni, ha alkalmazni akarták a törzs hátsó része alá épített rakétahajtóművet.
A legelső Mirage III repülőgépek alatt összesen három fegyverfelfüggesztő csomópont volt (a törzs és a szárnyak alatt egy-egy), de már a sorozatgyártás elején megnövelték a számukat ötre, a szárnyak alatt egy-egy csomóponttal. A továbbfejlesztett Mirage 5 és Cheetah repülőgépeken már hétre nőtt a fegyverfelfüggesztő pontok száma.

### Légiharc-rakéták
A szárnyak alatti rakétaindítósínre eredetileg az AIM–9 Sidewinder légiharc-rakétát lehetett függeszteni, később a francia fejlesztésű R550 Magic rakétát alkalmazták. A repülőgép hordozhatta az R.511, R530 és Super 530 félaktív lokátoros önirányítású légiharc-rakétát is, ezt a törzs alá függeszthették.
Az Izraelben gyártott változatokhoz saját harci tapasztalataik alapján több légiharc-rakétát is kifejlesztettek, ezeket viszonylag nagy számban gyártották is. Elsősorban a Kfir repülőgépekkel exportálták a Shafrir, Shafrir 2, a Python 3 és a Python 4 légiharc-rakétákat. Egyes források szerint a hatnapos háború során zsákmányolt nagy mennyiségű szovjet R–3SZ légiharc-rakétát is alkalmazták az izraeli Mirage-okon.
Dél-Afrika szintén saját gyártású rakétákkal látta el repülőgépeit, a V3B Kukri és a V4 Darter különböző változatait állították hadrendbe. Brazília a helyi gyártású MAA–1 Piranha légi közelharc-rakétát rendszeresítette.
Svájc eredetileg az AIM–4 Falcon rakétákkal állította hadrendbe Mirage IIIS repülőgépeit, később ezek is AIM–9 Sidewinder rakétákat hordoztak.

### Levegő-föld rakéták és bombák

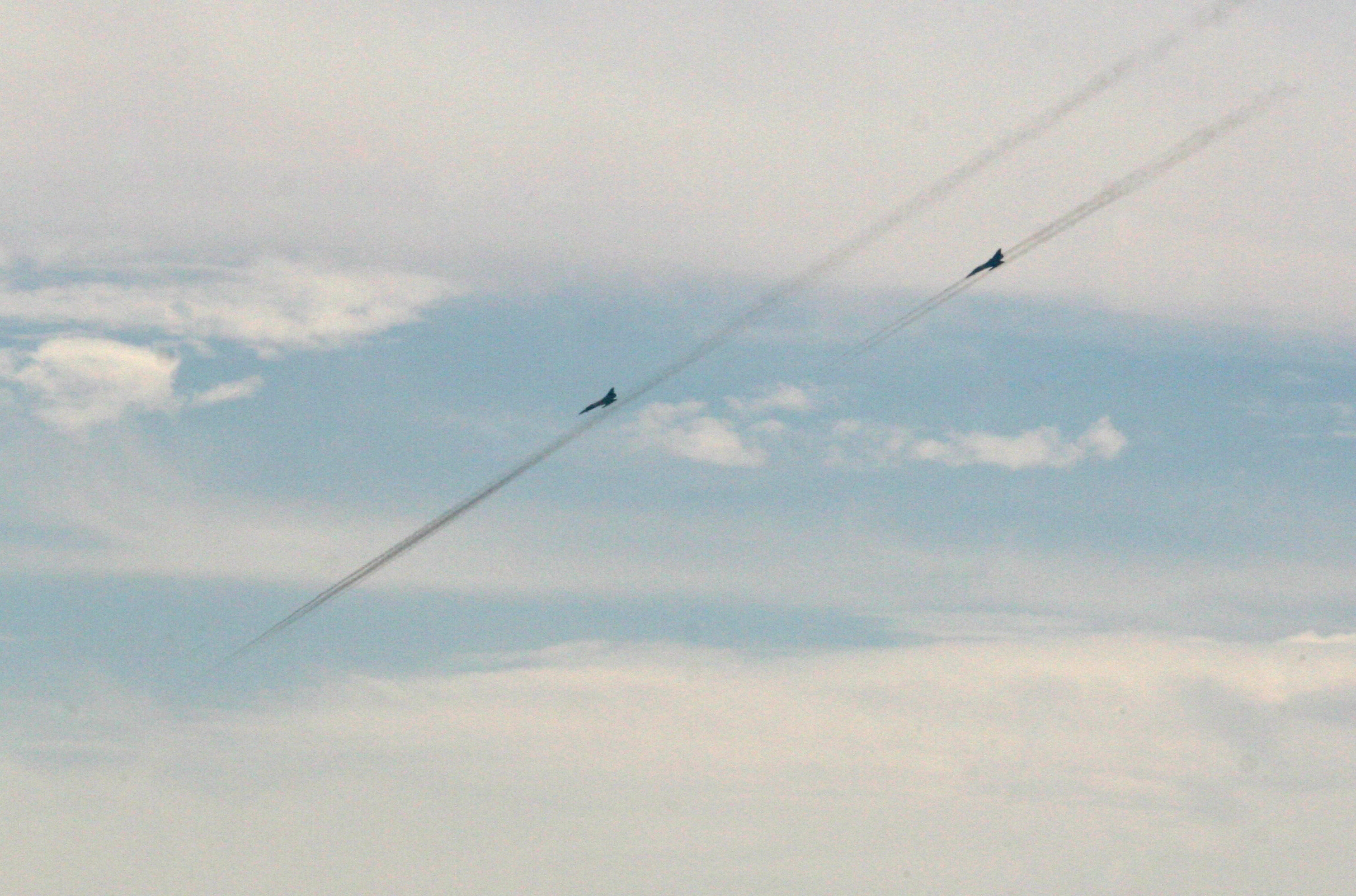
Egyiptomi Mirage 5-ösök nem irányított rakétákkal támadnak földi célokat

A francia gyártású repülőgépekre az AS.20 és AS.30 földi célok elleni, rádiós parancsközlő távirányítású, valamint az AS.37 Martel lokátorromboló rakétákat lehetett függeszteni.
Az izraeli gyártású gépeket alkalmassá tették amerikai rakéták, például az AGM–65 Maverick televíziós irányítású és az AGM–45 Shrike lokátorromboló rakéta hordozására. A pakisztáni Mirage 5PA3 változat alkalmas az AM.39 Exocet rakéták indítására is. A repülőgép hordozhatott Matra 155 nem irányított rakétákat tartalmazó tárat is, többek között a JL100R tipusú, tüzelőanyag-póttartállyal egybeépített indítóberendezésben.
A bombafegyverzet maximum 8 darab EU3 típusú, 450 kilogramm tömegű bombából állhatott, de a repülőgép hordozhatott egy AN52 atombombát is. Létezett olyan tüzelőanyag-póttartály is, amelyre összesen négy kisebb bombát lehetett függeszteni. Később rendszeresítették a BLU–107 Durandal betonromboló bombát is.

### Egyéb függesztmények
A repülőgép alá 625, 1200, 1300 és 1700 literes tüzelőanyag-póttartályokat lehet függeszteni.

## Megrendelő és üzemeltető országok

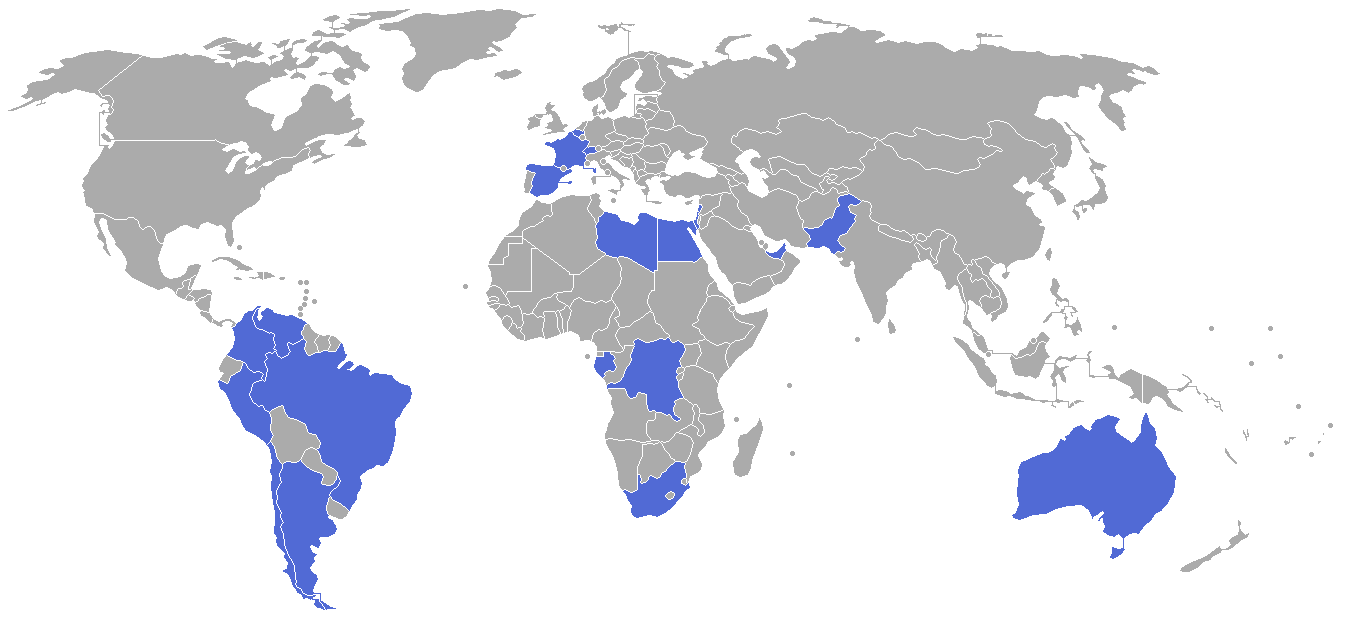
A Mirage III üzemeltetői világtérképen

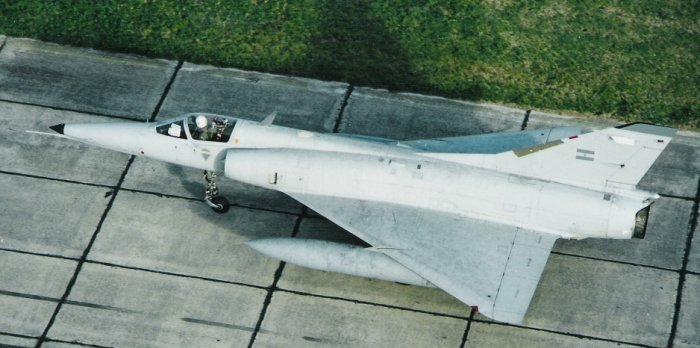
Argentin IAI Finger

### Abu-Dzabi
Abu-Dzabi légiereje tizenkét Mirage 5AD és öt Mirage 5 EAD együléses, három darab Mirage 5DAD kétüléses vadászbombázót, valamint öt darab Mirage 5RAD felderítő repülőgépet vásárolt.

### Argentína
Az Argentin Légierő 17 Mirage IIIEA és 4 Mirage IIIBA repülőgépet vásárolt, ezt megtoldották 1978–80 között az Izraeltől vásárolt 19 darab Mirage IIICJ-vel és 3 Mirage IIIBJ-vel és 35 IAI Daggerrel, amelyeket bevetettek a Falkland-szigeteki háborúban. A háborús veszteségek (2 Mirage IIIEA és 11 Dagger) pótlására Perutól kaptak 10 darab Mirage 5P-t, ezeknek a neve Mara lett, Izraeltől pedig 19 Mirage IIICJ-t és 3 Mirage IIIBJ-t vásároltak, a Daggereket pedig korszerűsítették, ezután a nevük Finger lett.

### Ausztrália

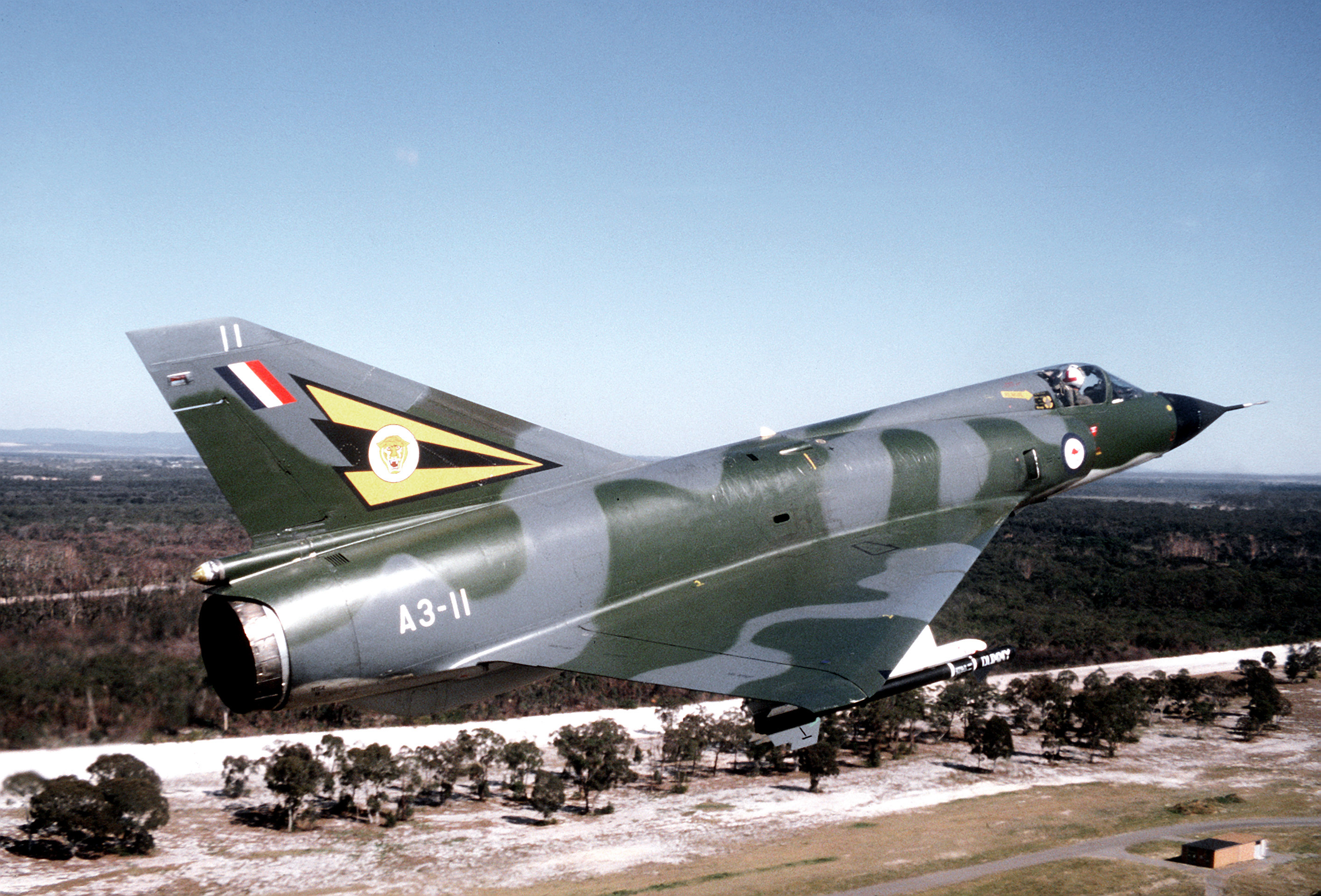
Ausztrál Mirage IIIO

49 Mirage IIIO(F) és 51 Mirage IIIO(A) együléses repülőgépet, valamint 16 Mirage IIID kétülésest vásárolt, az F–86 Sabre leváltására. A repülőgépeket Ausztráliában a Commonwealth Aircraft Company (hajtómű, sárkány részegységei) és a Government Aircraft Factory (végszerelés) gyártották le, az első gép 1963 márciusában repült először. A repülőgépeket e hetvenes években alkalmassá tették AN/ALQ–72 rádióelektronikai zavarókonténer és lézerirányítású bombák hordozására (a célmegjelölést külső forrásból kellett biztosítani). A rendszerből 1988-ban vonták ki, az F/A–18 Hornet váltotta le. 50 példányt 1990-ben adtak el Pakisztánnak, ezek egy része repül, másik részét pótalkatrésznek használják fel.

### Belgium
A Belga Légierő 63 Mirage 5BA-t, 16 Mirage 5BD-t és 27 Mirage 5BR-t vásárolt, ezeket a belga SABCA cég gyártotta. Az 1990-es évek elején kisebb felújítást kezdtek a gépeken, de röviddel később kivonták őket a hadrendből, ezek közül 1995-ben 25 gépet eladtak Chilének, ahol Mirage 5 Elkan néven alkalmazták őket.

### Brazília
A Brazil Légierő 1970–73 között tizenhat Mirage IIIEBR és négy Mirage IIIEBR–2 együléses repülőgépet, majd 1977-ben Francia Légierőtől használtan hat Mirage IIIDBR és két Mirage IIIDBR–2 kétüléses repülőgépet vásárolt. A gépeket 2005 végén vonták ki a hadrendből, pótlásukra, ideiglenesen, a Francia Légierőtől Mirage 2000 repülőgépeket vásároltak, az első két gép 2006 őszén érkezett meg az országba.

### Dél-Afrika

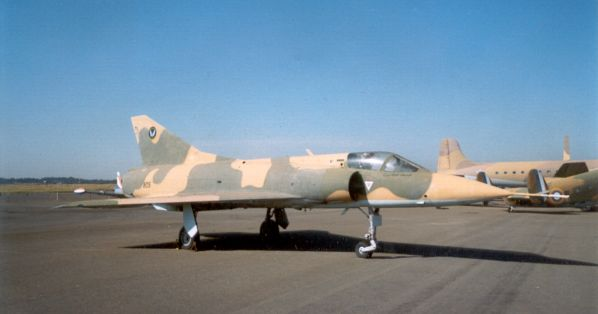
Dél-afrikai Mirage IIICZ

A Dél-afrikai Légierő 16 darab Mirage IIICZ és 17 darab Mirage IIIEZ együléses, 3 Mirage IIBZ, 3 Mirage IIIDZ és 11 Mirage IIID2Z kétüléses, valamint 4 Mirage IIIRZ és 4 Mirage IIIR2Z felderítő repülőgépet vásárolt. Az Angola elleni háborúban, 1979-ben legalább egy Mirage IIIRZ-t vesztettek.
Később a repülőgépek egy részét helyben, izraeli segítséggel átalakították Cheetah elnevezéssel. A gépeket a JAS 39 Gripen fogja leváltani.

### Chile
A Chilei Légierő hat Mirage 50C és nyolc darab Mirage 50FC (korszerűsített francia Mirage 5F) együléses és három Mirage 50DC kétüléses vadászgépet vásárolt, ezeket később korszerűsítették, nevük Pantera lett, jelenleg 13 darab áll rendszerben. Emellett 1995-ben Belgiumtól használtan vásároltak 25 darab Mirage 5-öt, ezeket Elkan elnevezéssel állították hadrendbe az elavult Hunter repülőgépeik leváltására, 2006 végéig repülték, a Hollandiától használtan vásárolt F–16-osok váltották le őket. A többi gépet is az F–16 Fighting Falcon fogja leváltani.

### Ecuador

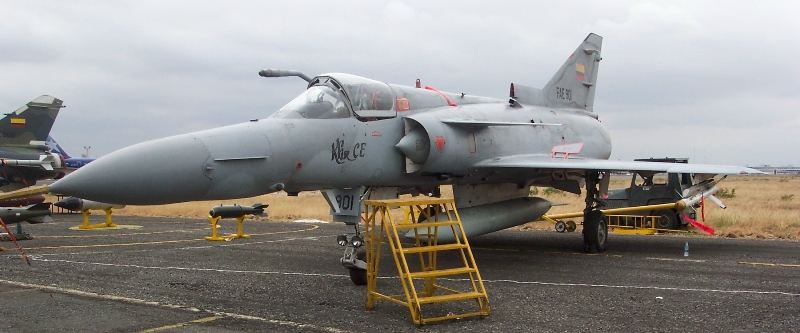
Ecuadori Kfir C.2

Az Ecuadori Légierő 1981 elején vásárolt 10 Kfir C.2 és két TC.2 repülőgépet, ezeket bevetették a nyolcvanas-kilencvenes években a Peru elleni harcokban, és egy perui A–37 Dragonfly-t le is lőttek velük, 1995. február 10-én. 2009. végén Venezuela hat Mirage 50-est adott át Ecuadornak.

### Egyiptom

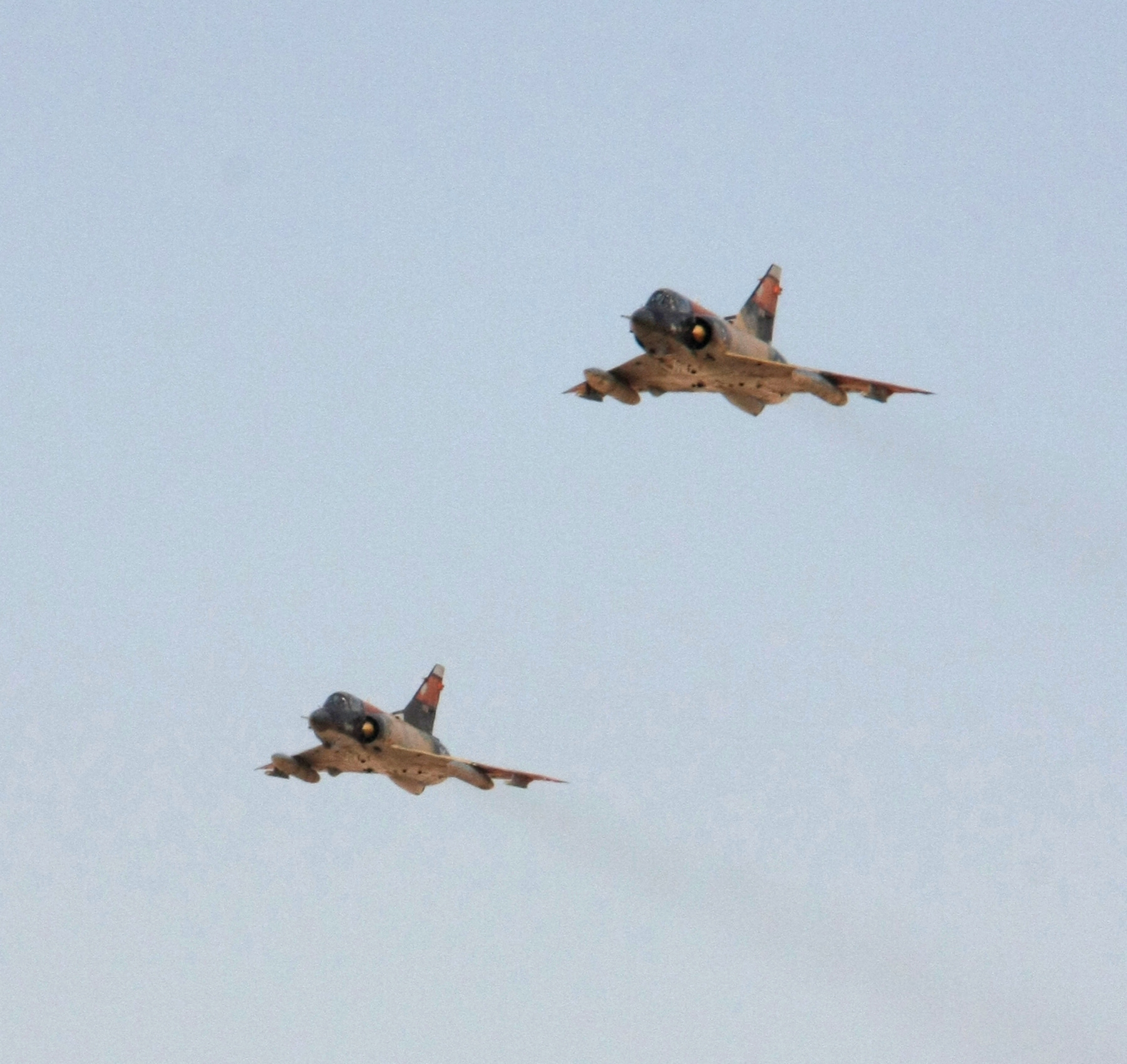
Egyiptomi Mirage 5 géppár

Az Egyiptomi Légierő 54 Mirage 5SDE és 16 Mirage 5E2 együléses, 6 Mirage 5SDD kétüléses és 6 Mirage 5SDR felderítő repülőgépet vásárolt 1972–74 között, Szaúd-Arábia anyagi támogatásával. Ezak a repülőgépek az 1973-as jom kippuri háborúban valószínűleg nem vettek részt, ellenben a Líbiától kapott 54 Mirage 5D, DE, DD és DR géppel.

### Franciaország
A Francia Légierő összesen 95 darab Mirage IIIC, 193 Mirage IIIE, 58 Mirage 5F együléses, 27 Mirage IIIB, 5 Mirage IIIB1, 10 Mirage IIIB2 (RV) és 20 Mirage IIIBE kétüléses, valamint 50 darab Mirage IIIR és 20 Mirage IIIRD repülőgépet vásárolt, a kiképzőgépek némelyike még 2000 után is rendszerben állt, mára azonban mindegyiket kivonták.

### Gabon
A Gaboni Légierő három Mirage 5G-t és két Mirage 5DG-t rendelt 1978-ban, ezek közül kettő odaveszett 1981-ben, mert összeütköztek a levegőben, ezután 1982-ben rendeltek négy Mirage 5G–2-t és két Mirage 5DG–2-t. Leváltásukra Dél-Afrikától vásároltak használt Mirage F1-eseket.

### Izrael

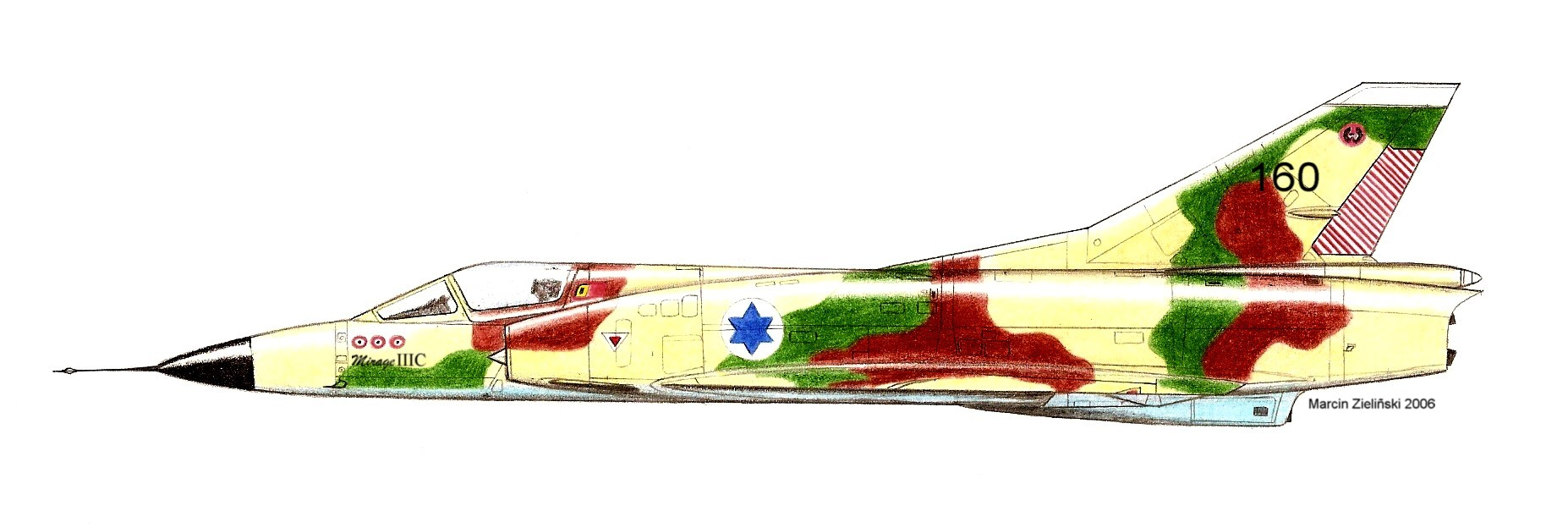
Egy izraeli Mirage III oldalnézete

Az Izraeli Légierő, miután sem az arab országokkal jó kapcsolatokra törekvő, illetve a térségben gyarmatokkal rendelkező Nagy-Britanniától, sem az Egyesült Államoktól nem tudott repülőgépeket vásárolni, az ötvenes években francia repülőgépekre támaszkodva épült ki. Nagy mennyiségben rendszeresítették a Dassault MD 452 Mystère, Super Mystère és MD 450 Ouragan, valamint a Sud Ouest S.O. 4050 Vautour repülőgépeket. A Dassault vezetői ezért a programba a kezdetektől betekintést biztosítottak az izraeli szakembereknek. Izraeli pilóták repültek a Mirage III-ason, majd, a MiG–21 arab rendszeresítésére készülve, 1959-ben megrendeltek 24 Mirage IIICJ-t, de még az első gépek megérkezése előtt, 1961-ben a megrendelést 72 repülőgépre növelték. A gépekbe a SEPR gyorsítórakéta helyére tüzelőanyag-tartályokat építettek. 1962. április 7-én érkeztek meg az első repülőgépek a Hatzor légibázisra, az itt állomásozó 101. First Fighter (Első Vadász) század állományába, majd ez év júniusában a Ramat-David légibázison települő 117. First Jet (Első Sugárhajtású), 1964 márciusában a 119. Atalef (Denevér) század kapta meg első gépeit. A két felderítő változatú gép 1964 márciusában, a Mirage IIIB kiképzőrepülőgépek 1966-tól álltak rendszerbe. A Mirage III nagy repülési sebessége és magassága miatt több gépet átalakítottak felderítővé, orrukba különféle kamerákat építve. A jom kippuri háborúra a Mirage III-flotta állománya mintegy 40 gépre csökkent, a háborúban további 12 gépet vesztettek. Az 1982-es ötödik arab–izraeli háború idejére (Békét Galileának hadművelet) a gépeket gyakorlatilag kivonták a rendszerből, bár a háborúra bevethetővé tették őket, de ekkor már nem volt rájuk szükség.
Izrael leghíresebb pilótái győzelmeik nagy részét a Mirage III-assal érték el, valamint a legtöbb légi győzelmet (13) elérő három repülőgép közül kettő Mirage III (’58’ és ’59’), egy pedig Nesher (’510’) volt.

### Kolumbia
A Kolumbiai Légierő 1972-ben vásárolt 14 Mirage 5COA együléses, 2 Mirage 5COD kétüléses és 2 Mirage 5COR felderítő repülőgépet az F–86 Sabre vadászgépeinek leváltására (egy gép röviddel a leszállítás után lezuhant). 1988-ban a gépeket izraeli segítséggel korszerűsítették, a Kfir C.7-eséhez hasonló kacsaszárnyat, légi utántöltő csövet, korszerű navigációs és tűzvezető rendszert kaptak, elnevezésük pedig Mirage 5COAM lett. A Mirage 5COR felderítő gépek felderítő berendezéseit eltávolították, és ezeket is Mirage 5COAM vadászbombázókká alakították. Szintén 1988-ban Izraeltől használtan 12 Kfir C.2 és egy Kfir TC.7 vadászbombázót vásároltak. A repülőgépek fegyverzetéhez Griffin lézerirányítású bomba és Python 3 légiharc-rakéták tartoznak. 2003-ra a Mirage-ok száma 9+2, a Kfirek száma 10+1 volt.

### Libanon
A Libanoni Légierő tíz Mirage IIIEL együléses és két Mirage IIIBL kétüléses repülőgépet üzemeltetett, mára kivonták őket a hadrendből.

### Líbia
A Líbiai Légierő 1971-től 53 Mirage 5D és 32 Mirage 5DE együléses, 15 Mirage 5DD kétüléses és 10 Mirage 5DR felderítő repülőgépet vásárolt, 54 repülőgépet szinte azonnal átadtak Egyiptomnak, és bevetették Izrael ellen. A gépek egy része az egyiptomi 69. Független Repülőszázad részeként, egyiptomi pilótákkal, részt vett a jom kippuri háborúban, ahol földi célok ellen hajtottak végre több sikeres támadást, de legalább 10-14 gépet vesztettek. Az egyiptomi–izraeli békekötés után 1977 júliusában kisebb háborút vívtak Egyiptommal, ebben líbiai Mirage-ok legalább egy egyiptomi MiG–21-est lelőttek.
A gépeket 1981–84 között bevetették a csádi polgárháborúban is, itt legalább két gépet vesztettek. Ez idő alatt a gépek egy részét Franciaországban korszerűsítették, egy részüket a csádi invázió miatt egy ideig nem adták vissza Líbiának. 2003-ra a bevethető gépek száma mintegy 20 körülire csökkent, 2004-ben a megmaradt 50 gépet (nagy mennyiségű tartalék alkatrésszel, többek közt 150 hajtóművel) eladták Pakisztánnak.

### Pakisztán
A Pakisztáni Légierő jelenleg a Mirage III legnagyobb üzemeltetője. Összesen 18 Mirage IIIEP, 28 Mirage IIIPA, 28 Mirage IIIPA2 és 12 Mirage IIIPA3 együléses, 5 Mirage IIIDP és 5 Mirage IIIDPA2 kétüléses, valamint 13 Mirage IIIRP felderítő repülőgépet vásároltak 1968-tól, ezeket kiegészítették az Ausztráliától megvásárolt és felújított 43 darab Mirage III(O) együléses és 7 Mirage IIID kétüléses repülőgéppel. A gépeket bevetették az 1971-es indiai–pakisztáni háborúban. Az 1973-as jom kippuri háborúban a repülőgépet jól ismerő pakisztáni pilóták is repültek az Egyiptomi Légierő harci repülőgépein, több légi győzelmet elértek a szintén Mirage III-asokat használó Izraeli Légierő ellen. Az afganisztáni háború első felében még aktívan használták őket az ország légterébe véletlenül vagy szándékosan berepült szovjet és afgán vadászbombázók elfogására, de az F–16 rendszeresítése után ezt a feladatot az amerikai gyártású gépek vették át. 1995-től kezdve a francia Sagem cég a gépeket korszerűsíti, a ROSE program (Retrofit Of Strike Element) keretében. Bár váltótípusukat folyamatosan keresik, a gépek lecserélése még nem kezdődött meg.

### Peru
A Perui Légierő 22 Mirage 5P, Mirage 5P3 és 2 Mirage 5P4 együléses, 4 Mirage 5DP és 2 Mirage 5DP3 repülőgépet vásárolt. Ezek egy részét a Falkland-szigeteki háború után átadták Argentínának.

### Spanyolország
A Spanyol Légierő 24 Mirage IIIEE együléses és 6 Mirage IIIDE repülőgépet vásárolt.

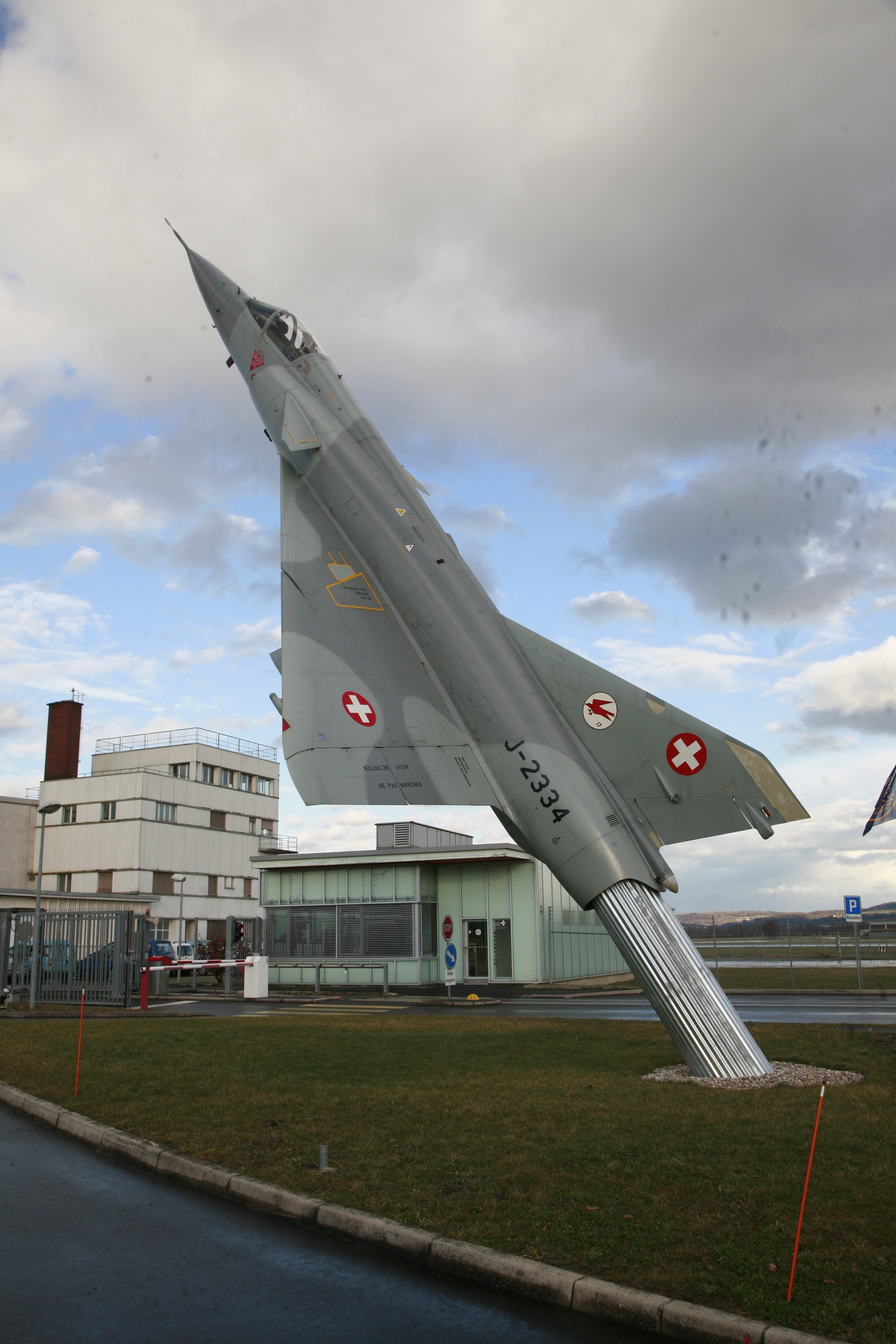
Svájci Mirage IIIS a Payerne-i légibázis bejáratánál kiállítva

### Srí Lanka
A Srí Lanka-i Légierő Izraeltől vásárolt 1995 májusában két Kfir C.2-t és egy TC.2-t, amelyek 1996 januárjában érkeztek meg. Ez év áprilisában még két C.2 érkezett, 2000 decemberében még négy C.2 érkezett és rendeltek még négy C.7-est. A repülőgépeket intenzíven használták a tamil felkelők ellen. Az első gépet már 1996 márciusában elvesztették, 1997. január 21-én egy gép kényszerleszállást hajtott végre, 2001. július 21-én egy tamil támadásban három repülőgép semmisült meg a földön. 2002. október 22-én egy újabb repülőgép zuhant le.

### Svájc
A Svájci Légierő 1 Mirage IIICS, 36 Mirage IIIS együléses, 4 Mirage IIIBS és 2 Mirage IIIDS kétüléses, valamint 18 Mirage IIIRS repülőgépet vásárolt, nagy részüket Svájcban gyártották. A gépeket a 2000-es évek elején vonták ki a hadrendből (utoljára a felderítőket), de 2008-ra egy gépet, a J-2012 jelűt (HB-RDF polgári lajstromjellel) repülőképessé tettek, bemutatók tartására.

### Venezuela
A Venezuelai Légierő 10 Mirage IIIEV és 6 Mirage 5V együléses, valamint 3 Mirage IIIDV és kétüléses repülőgépet vásárolt 1971-ben. A repülőgépeket 1990-től korszerűsítették, Snecma ATAR 9K50 hajtóművet, Cyrano–IVM–3 radart, Thomson–CSF Sherloc rádióelektronikai zavaróberendezéseket építettek be, és AM.39 Exocet valamint R550 Magic–2 rakétákat rendszeresítettek hozzájuk), valamint újabb 9 Mirage 50V és 1 Mirage 50DV gépet vásároltak. Az 1992. november 27-ei puccs alkalmával egy puccsista géppár csapásokat mért a potenciálisan kormányhű erők repülőtereire, és legalább 5-8 felújítás alatt álló, repülésképtelen F–5-öst lőtt szét gépágyúval, majd a főváros, Caracas felett légi harcba bocsátkozott a kormányerők egy F–16-osával, de tüzet egyik gép sem nyitott. A légierő megmaradt hat repülőgépét 2009 végén átadták Ecuadornak.

### Zaire
8 darab Mirage 5M együléses és 3 darab Mirage 5DM kétüléses repülőgépet rendszeresítettek, ezek közül négy 1983-ban Csádba települt, ahol a franciákkal együtt a líbiai megszállók ellen harcoltak. A gépek már nem állnak szolgálatban.

## Harci alkalmazása

### Arab–izraeli háborúk

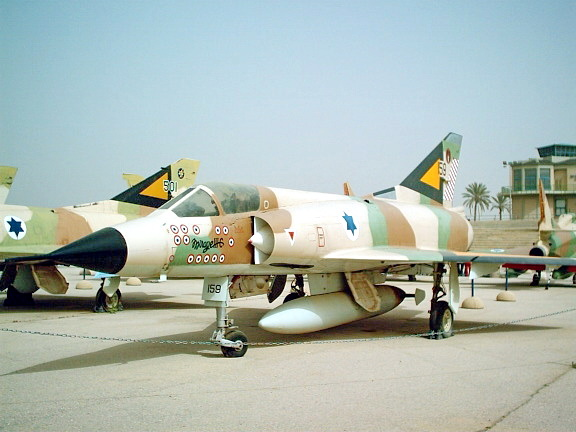
Az Izraeli Légierő 101. „First Fighter” vadászszázadának 159 (korábban 59) lajstromszámú 13 légigyőzelmes Mirage IIICJ-je. A feltűnő, narancs-fekete háromszög alakú motívumokat a Mirage III líbiai rendszeresítése után festették a gépekre, hogy meg tudják különböztetni a saját gépeiket.

Az izraeli repülőgépek először 1963. augusztus 19-én vettek részt légi harcban, 8 MiG–17-es ellen. Csak egy repülőgépet sikerült megrongálniuk, de annak is sikerült hazajutnia. 1964. november 13-án repülték első földi célok elleni bevetésüket, szír tüzérségi állások ellen. Másnap került sor az első légiharc-rakéták indítására, de mind az ellenséges MiG–21-esek, mind a Mirage-ok rakétái célt tévesztettek. 1966. július 4-én egy négygépes kötelék tagjaként Joram Agmon százados gépágyúval lelőtt egy szír MiG–21-est, ez volt a Mirage III első légi győzelme (valamint az Izraeli Légierő által elsőnek lelőtt MiG–21). Másnap újabb repülőgépet sikerült Mirage III-assal lelőni. 1966. november 29-én egy MiG–19 géppárt lőtt le egy Mirage III, az egyiket Matra R530 rakétával, ez volt az első, rakétával elért izraeli légigyőzelem. 1967. április 7-én Szíria felett bontakozott ki légi harc, az izraeli Mirage III-asok ezen a napon összesen 6 MiG–21-est lőttek le, az első kettőt Damaszkusz felett.

#### A hatnapos háború

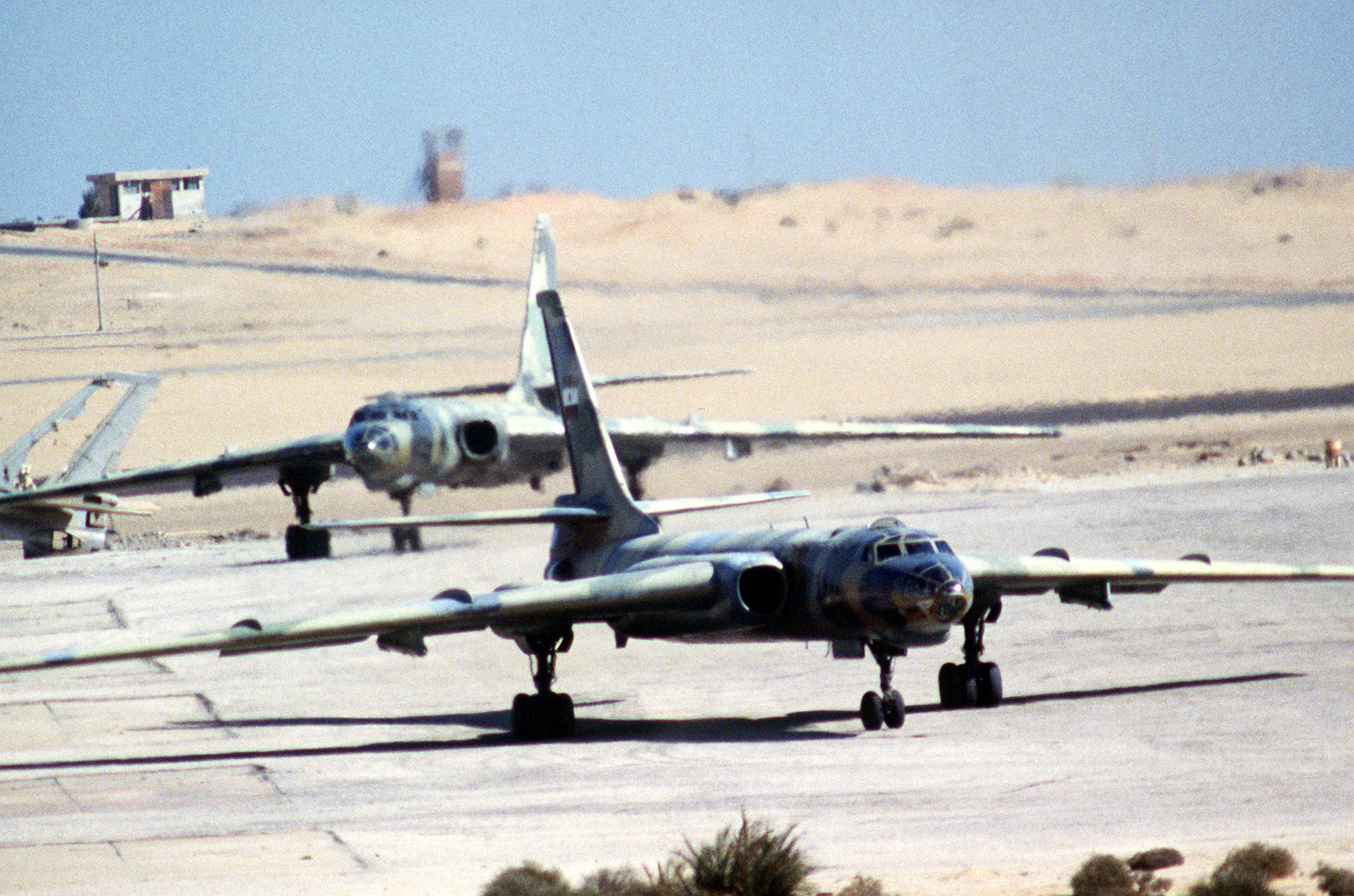
Az izraeli Mirage III-asok fő célpontjai között szerepeltek az Egyiptomi Légierő Tu–16-osai

A háborút bevezető légicsapás, a Fókusz hadművelet során a Mirage III-asok támadták a legfontosabb repülőtereket, ahol az Egyiptomi Légierő MiG–21 vadász- és Tu–16 közepes bombázó repülőgépei voltak. A megelőző légicsapás során kihasználták, hogy az egyiptomi repülőtereknek általában csak egy kifutópályája van, és ha ezt használhatatlanná teszik, akkor a légibázis összes repülőgépe a földön marad. A kifutópályák megsemmisítését a korábban Izraelben külön erre a célra kifejlesztett betonromboló bombával végezték. Az első légicsapásról visszatérő repülőgépeket hihetetlenül gyorsan, hét és fél perc alatt fegyverezték újra, és indították a második bevetésre, a földön maradt egyiptomi repülőgépek megsemmisítésére. A hadművelet tervezésekor remélték, hogy Szíriát, Jordániát, Irakot és Libanont elbátortalanítják az Egyiptomra mért csapásról szóló hírek, és nem lépnek be a háborúba, de ez megtörtént, és ezért június 5-én déltől a megsemmisített Egyiptomi Légierő helyett jordán és szír repülőtereket, valamint az észak-iraki H3 légibázist támadták az izraeli repülőgépek (súlyos veszteséget csak a H3 légibázis támadása során szenvedtek).

#### A felőrlő háború
A hatnapos háború végeztével a vereségbe nehezen belenyugvó Egyiptom megpróbálta Izraelt szisztematikus ágyúzással a tárgyalóasztalhoz kényszeríteni, ezt viszont az ország nem nézte ölbe tett kézzel. Az egyiptomi tüzérséget minden lehetséges eszközzel, többek között repülőgépekkel támadták, így légi harcok is kialakultak, ezekben körülbelül 120 egyiptomi repülőgépet lőttek le, nagy részüket a Mirage III-assal, kisebb részüket az újonnan megérkezett F–4 Phantom II-vel. Egyiptom eközben szovjet segítséget kért, ezért több szovjet légvédelmi rakétaüteget és két szovjet vadászezredet telepítettek át Egyiptomba, ennek eredményeképpen 1970. július 5-én légi harc alakult ki szovjet MiG–21-esek ellen, amely öt szovjet repülőgép lelövését eredményezte, ebből legalább kettőt a Mirage-ok, kettőt az F–4-esek lőttek le.

#### A jom kippuri háború
A jom kippuri háborúra az izraeli szolgálatban álló Mirage III-asok száma körülbelül negyven darabra csökkent, már csak a 117. és a 101. század alkalmazta, elsősorban a légifölény biztosítására. A háború előtt, 1973. szeptember 13-án a Földközi-tenger felett tömeges légi harc alakult ki, amelynek során egy Mirage III elvesztése árán 12 egyiptomi MiG–21-est lőttek le. A földi célok elleni bevetéseket újabb gépek teljesítették, elsősorban a frissen beszerzett F–4 Phantom II és az A–4 Skyhawk, a Mirage-ok az izraeli városok felett járőröztek, többek között lelőttek egy egyiptomi KSzR–2 robotrepülőgépet. A háború harmadik napján a Sínai-félszigeten lévő Rephidim légibázist egy négygépes Szu–7 kötelék támadta, a bombázás közben felszálló Mirage III-asok mind a négy repülőgépet le tudták lőni. A háború utolsó napján 12 MiG–21-es csapott össze 8 Mirage III-assal, 7 MiG–21-est sikerült lelőni, saját veszteség nélkül. Az Izraeli Légierő legtöbb légi győzelmet elért ászpilótája, Giora Epstein Mirage III-assal repült. A háború alatt összesen 13 ellenséges repülőgépet lőtt le, egy alkalommal egy bevetésen egyszerre négyet, egy másik alkalommal egyszerre hármat.
A háború idejére mintegy 40 darab Nesher állt rendszerbe, ezeket, bár földi célok támadására tervezték, elsősorban légvédelmi feladatokra vetették be.

#### Az ötödik arab–izraeli háború
A háború idejére csak a Kfirek maradtak hadrendben, ezek földi célokat támadtak, és lelőttek egy MiG–21-est.

### Az indiai–pakisztáni háború
Az 1971-es indiai–pakisztáni háborúban a Pakisztáni Légierő vetette be az 1968-ban Szaúd-Arábia anyagi támogatásával beszerzett 24 Mirage IIIEP, Mirage IIIRP és Mirage IIIDP repülőgépét. A háború előtt a felderítő gépek többször berepültek India fölé, általában egy F–86 Sabre vagy egy másik Mirage kíséretében. A Pakisztáni Légierő a határ közelében lévő repülőtereket a hatnapos háborúban alkalmazott taktikához hasonlóan, megelőző légicsapással próbálta meg használhatatlanná tenni, de ehhez nem voltak meg a szükséges fegyverei (a repülőgépek megfelelő felfegyverzése is problémákat okozott a szegény országnak), így az első légicsapások csak kisebb károkat okoztak. A későbbiekben a Mirage III-asokat elsősorban éjszakai elfogóvadászokként alkalmazták. A repülőgépek 16 alkalommal indítottak Matra R530 rakétát, de csak egyetlen találatot értek le vele, ami csalódást okozott.

### Falkland-szigeteki háború

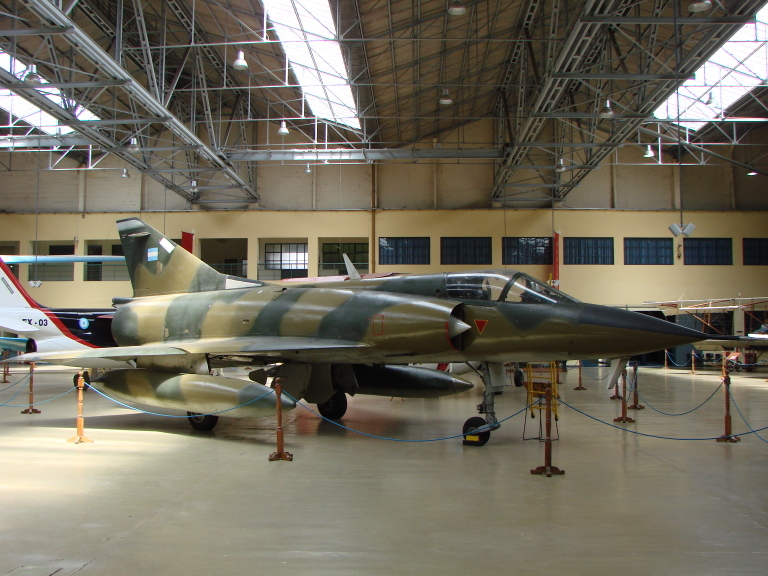
Argentin Mirage IIIC

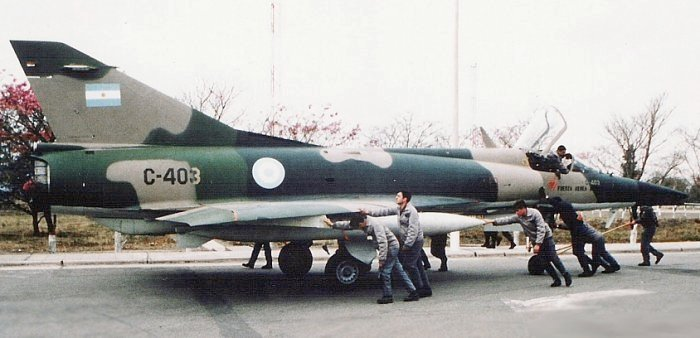
Argentin IAI Dagger 1981 októberében, fél évvel a Falkland-szigeteki háború előtt

A Falkland-szigetek megszállásának idején az Argentin Légierőnek 17 Mirage IIIEA és 37 Dagger repülőgépe volt bevethető. A háborúban a repülőgépek biztosították a légi fedezetet az argentin fegyveres erőknek, emellett bombákkal támadták a támadó angol flotta hajóit. A Falkland-szigetek fővárosa, Port Stanley repülőtere nem volt alkalmas a repülőgépek fogadására (az argentinok nem is próbálták erre alkalmassá tenni), ezért a repülőgépek Argentínából felszállva, tüzelőanyag-póttartályokkal megrakva is csak rövid ideig tudtak a szigetek környékén járőrözni és tüzelőanyag-készletüket az utolsó cseppig elhasználva hazatérni. (Érdekes módon bár az Argentin Légierőnek volt pár KC–130 Hercules légi utántöltő repülőgépe, ezt nem tudták megfelelően kihasználni.)
Az Egyesült Államok a háborúra készülő Angliának számos, addig nem exportált fegyvert eladott, többek között az AIM–9L Sidewinder légiharc-rakétákat is, amelyeknek infravörös érzékelője lényegesen korszerűbb volt elődeiénél, nem csak a hajtóműből kiáramló forró gázok, hanem a repülőgép átmelegedett sárkányszerkezetének infravörös sugárzását is tudta érzékelni, emiatt nem csak a megtámadott repülőgép mögül, hanem szemből is indítható volt. Emellett a Falkland-szigetek felé haladva, Franciaország partjai előtt a Francia Légierő lehetőséget biztosított az angol flotta repülőgépeinek saját Mirage-ai ellen légi harc gyakorlására, így az angol pilótáknak lehetőségük nyílt az argentin repülőgépek elleni taktika gyakorlati kidolgozására.
Az angol Harrierek lényegesen jobb manőverezőképessége és a háború alatt az Amerikától megkapott korszerű légiharc-rakéták miatt az argentin repülőgépek légi győzelmet nem tudtak elérni, de legalább 11 repülőgépüket (2 Mirage IIEA és 9 Dagger) légi harcban elveszítették, további két Daggert légvédelmi rakétával lelőttek. (Az egyik Mirage IIEA-t egy angol Harrier eltalálta rakétával, ez kényszerleszállást kísérelt meg Port Stanley repülőterén, de az argentin légvédelem, ellenséges repülőgépnek nézve, lelőtte.)
A repülőgépek bombákkal és gépágyútűzzel támadták az angol hajókat, több angol hajót is eltaláltak, kisebb-nagyobb kárt okozva:
- HMS Glamorgan romboló: kisebb vízfelszín alatti károk keletkeztek
- HMS Antrim romboló: 500 kilogrammos bombatalálatot kapott, de nem robbant fel, és sikerült a bombát hatástalanítani
- HMS Broadsword fregatt: Lynx helikopterét semmisítette meg egy bomba (a fel nem robbant bomba a helikoptert a vízbe lökte)
- HMS Brilliant fregatt: kisebb károkat szenvedett gépágyútűztől, viszont három argentin repülőgépet lelőtt
- HMS Ardent fregatt: elsüllyedt, az angol források szerint kizárólag az argentin A–4 Skyhawkok találatai következtében, az argentin források szerint két 500 kilogrammos bombával az argentin Daggerek is eltalálták. A végzetes találatokat az A–4-esek okozták.
- HMS Plymouth fregatt, komoly károkat szenvedett, de lelőtt két Daggert

Végzetesnek egyik találat sem bizonyult, elsősorban azért, mert a repülőgépek olyan alacsonyan repülve oldották ki bombáikat, hogy a bombák gyújtószerkezetének nem volt ideje élesíteni, és nem robbantak fel (némely esetben a repülőgépekben kisebb károkat tettek a hajók antennái, melyekhez hozzáértek). Egyes források szerint az argentin bombák gyújtóinak megfelelő beállítása alapvetően befolyásolta volna a háború menetét. A háború vége felé az argentin pilótáknak feltűnt a televíziós híradásokból a fel nem robbant bombák nagyon nagy száma, és rájöttek a gyújtók hibás beállítására, amit módosítottak is, de ez a háború menetét akkor már érdemben nem befolyásolta.